# Regimiento Acorazado «Castilla» n.º 16
Por orden del Boletín Oficial del Ministerio de Defensa del 2 de julio de 2015, el Regimiento de Infantería Mecanizada «Castilla» n.º 16 perdió la primera parte de este nombre y pasó a llamarse Regimiento Acorazado «Castilla» n.º 16 — RAC Castilla 16 — pero conservando el nombre de «Castilla» que tenía desde su fundación en 1793 cuando se creó por iniciativa de Pedro de Alcántara, XIII duque del Infantado, que fue además su primer coronel. Ha seguido formando parte de la Brigada «Extremadura» XI a la que venía perteneciendo hasta ese momento. Ello era debido a la incorporación al regimiento de los nuevos Carros de combate tipo «Leopardo» y a los VEC (Vehículo de exploración de caballería).
Otro hito importante fue que, en virtud de la directiva que regula la estructura del Ejército de Tierra, el 30 de octubre de 2016, se realizó en el patio de armas del regimiento, el acto de constitución del «Grupo de Caballería Acorazado Calatrava II/16», sobre la base de personal procedente del Regimiento de Caballería de Reconocimiento “Farnesio” 12 procedente de Valladolid. La  «orgánica» del regimiento quedó de la siguiente manera:
- Plana Mayor Regimental
- Batallón de Carros de Combate “Mérida” I/16
- Grupo de Caballería Acorazado “Calatrava” II/16.

Este regimiento quedó integrado en la Brigada «Extremadura» XI se articula de la siguiente forma:
- El Cuartel General.
- El Regimiento de Infantería «Saboya» n.º 6.
- El Regimiento de Infantería «Tercio Viejo de Sicilia» n.º 67.
- El Regimiento Acorazado «Castilla» n.º 16.

El 6 de noviembre de 2015 se recibieron los primeros «Vehículo de exploración de caballería» (VEC), vehículo blindado destinado a las unidades ligeras de Caballería derivado del anterior BMR que fue creado por la empresa española ENASA-Pegaso (hoy Santa Bárbara Sistemas) para dotar al Grupo .

## Antecedentes

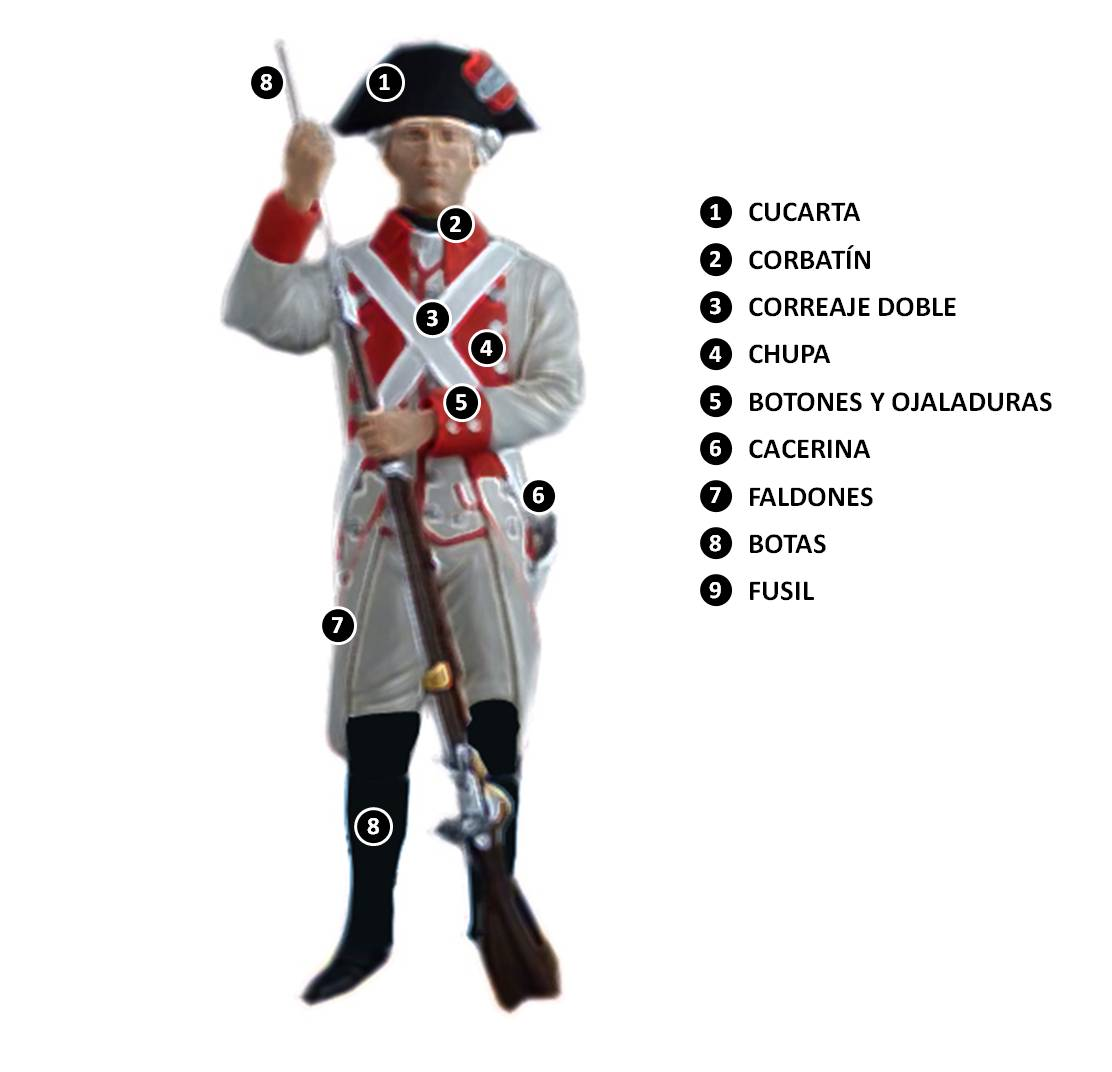
Soldado del Regimiento Voluntarios de Castilla.

Este regimiento, que no es de nueva creación, tiene un largo historial militar de más de dos siglos durante los cuales siempre mantuvo el nombre que le caracteriza: el «Castilla» y lució en «n.º 16». Se creó por iniciativa de Pedro de Alcántara, XIII duque del Infantado, que fue además su primer coronel. El 3 de abril de 1793 se cursó la petición de la creación del Regimiento al rey Carlos IV, quien contestó afirmativamente el 15 de abril de ese mismo año. Su primera denominación fue la de Regimiento de Voluntarios de Castilla, según notificación del Ministro de la Guerra de fecha 25 de abril de 1793, en la que se transmite el deseo del rey de que se le imponga el citado nombre. El Regimiento se fundó con tres batallones de cuatro compañías de fusileros cada uno.
El duque encargó en el mes de junio de 1793 al sargento mayor Joaquín Blake la organización del regimiento, el cual formó e instruyó al primer Batallón en Leganés y Vicálvaro, ambos en la periferia de Madrid. A continuación marchó hacia el Real Sitio de Aranjuez, donde el rey Carlos IV pasó revista y los ensalzó «por el buen y lucido porte de los Voluntarios de Castilla».
Tiene el sobrenombre de «El Héroe», apodo alcanzado por la valentía mostrada contra los franceses en el segundo sitio de Zaragoza, especialmente en la toma con bayoneta del monte Torrero y en la defensa del Convento de Jesús el 21 de diciembre de 1808. La Junta Suprema, situada entonces en Cádiz, decretó que estas fuerzas fueran denominadas como «Beneméritas de la Patria» por su «grado heroico y eminente».
El 26 de julio de 1852 la reina Isabel II concedió la Cruz Laureada de San Fernando colectiva al Regimiento, y la «corbata» correspondiente para su bandera por su «mérito heroico» en las acciones sostenidas el 23 de mayo de 1839 en las canteras de Utrillas, en la provincia de Teruel, contra las fuerzas carlistas.

## Acciones de combate

### Desde la Campaña del Rosellón a la Guerra de la Independencia española
El regimiento «Castilla» tiene un dilatado historial de acciones de campaña. Someramente, sus intervenciones más destacadas, entre otras, tuvieron lugar durante la guerra del Rosellón, del «Coll de la Creu del Principi» en las que estuvieron bajo el mando del general Antonio Ricardos. donde tuvo su primera acción de guerra en los años 1794-1795 y fue donde, por sus acciones, el conde de la Unión, general en jefe de las tropas españolas, hizo una extensa y muy favorable mención del Regimiento de Voluntarios de Castilla por su bravura en la lucha y por los objetivos conseguidos.
En la época en la que el regimiento estuvo en las montañas de Muga al mando del general Juan de Courten entró en combate en las «Batallas de Terradas» y  de «La Junquera». En las acciones de Terradas resultó herido su sargento mayor, Blake y en las de la toma de Figueras murió el general en jefe español, el Conde de la Unión. Posteriormente participó en las «Batallas de Bañolas y Pontós» bajo el mando del Marqués de la Romana. Días después de la batalla de Pontós partieron el Regimiento de Voluntarios de Castilla y otros efectivos de infantería con la misión de apoderarse de un punto altamente fortificado llamado «Fuerte Manuel»
Manuel Godoy, originario de Badajoz, recién nombrado Príncipe de la Paz, firmó un tratado con Francia, el Tratado de San Ildefonso. Como consecuencia de ello, en el año 1796 el Regimiento Voluntarios de Castilla quedó emplazado en Extremadura, junto a la frontera portuguesa, para oponerse a Inglaterra en caso de necesidad. Permaneció en esa situación durante once meses y marchó posteriormente a Cataluña, donde añadió a su denominación el número «40». En noviembre de 1798 los británicos ocuparon Menorca, por lo que en mayo de 1799 embarcaron en Barcelona con destino a las Islas Baleares ciento diez soldados de la segunda compañía del primer batallón del «Castilla». Con la firma en 1802 del tratado de Paz de Amiens se reunió todo el Regimiento en Valencia como guarnición, con el número «35».

### Guerra de la Independencia española

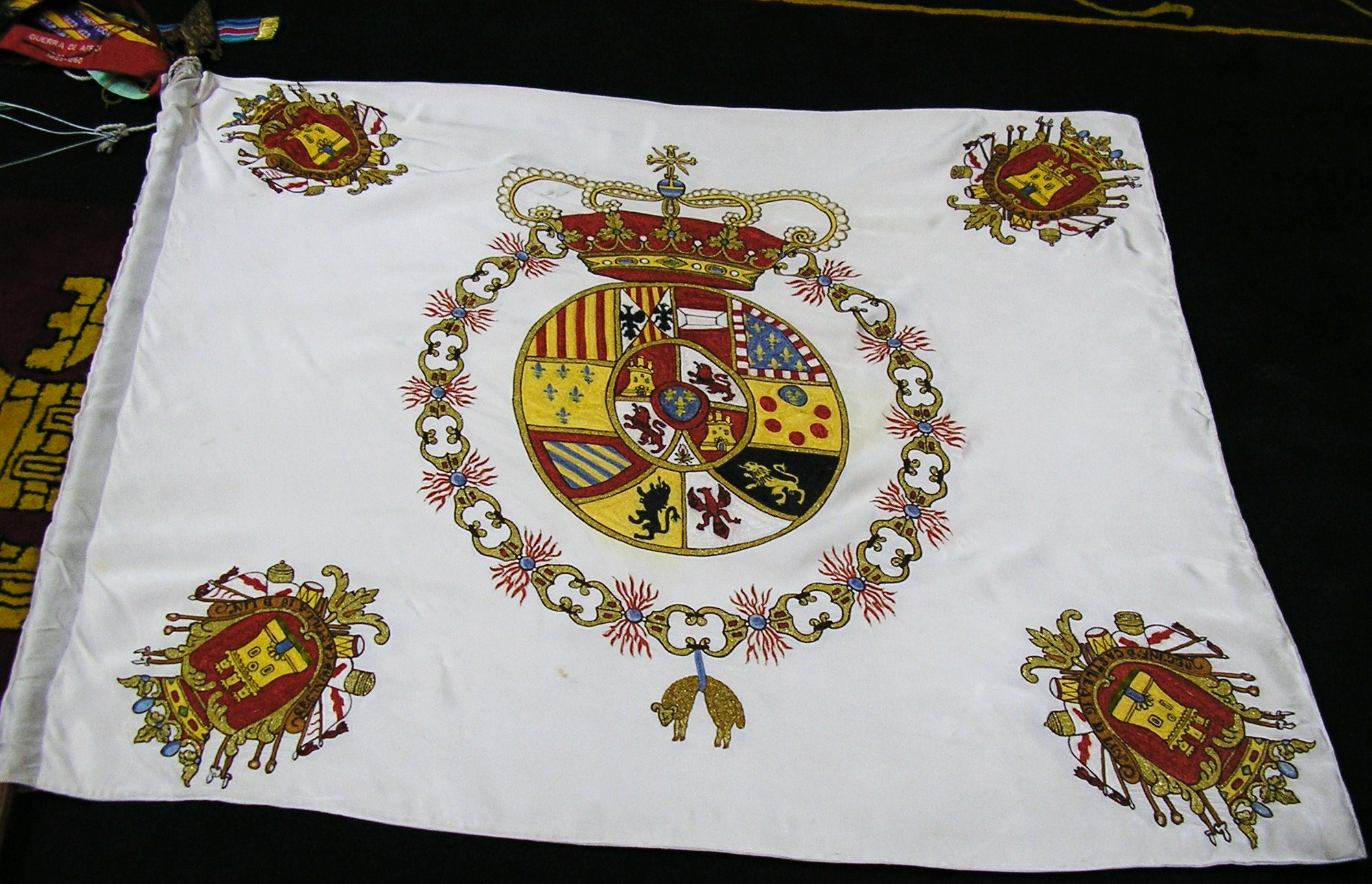
Bandera Coronela del Regimiento Castilla.

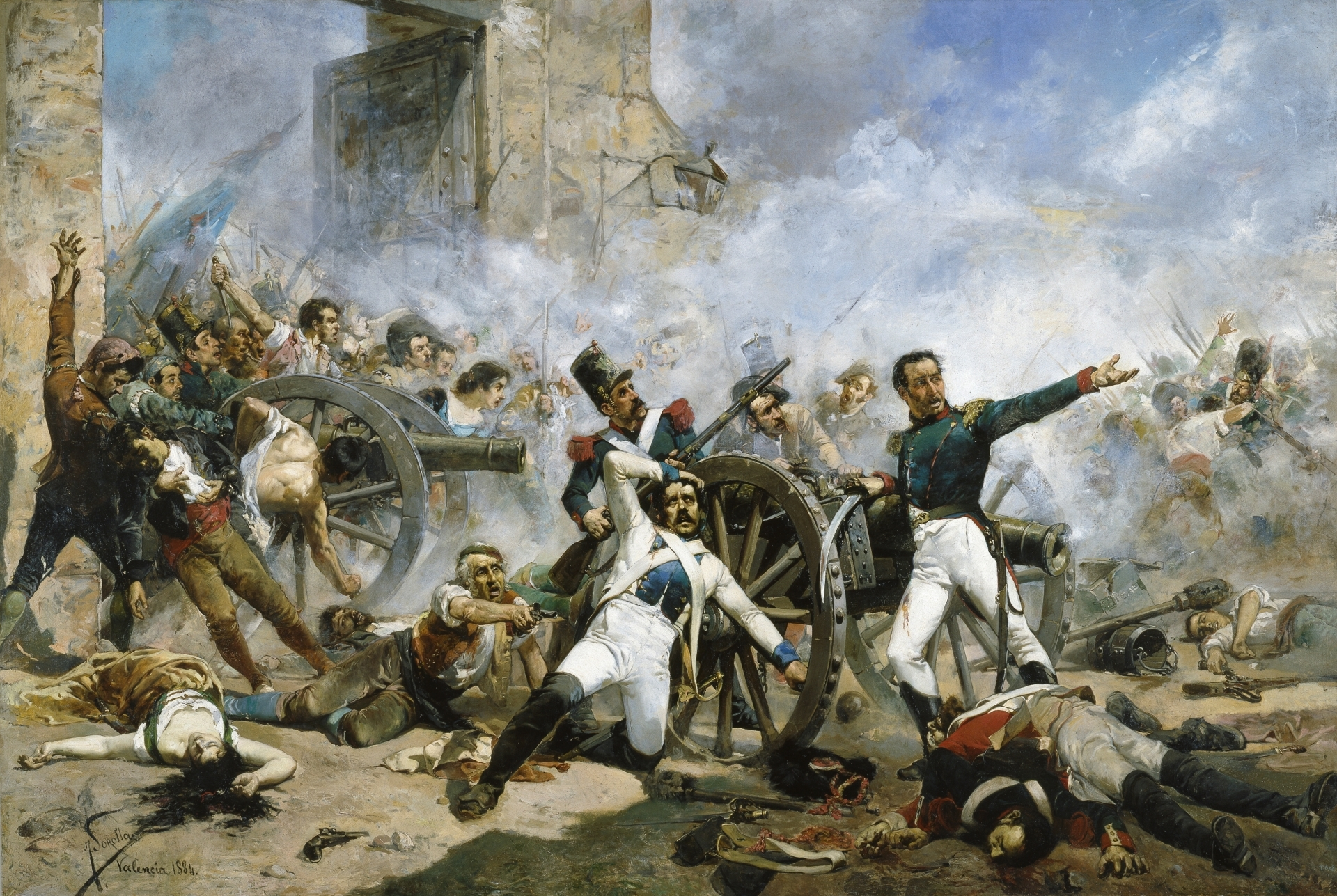
Defensa del Parque de Artillería de Monteleón el 2 de mayo de 1808, conservado en la Biblioteca Museo Víctor Balaguer

Al comienzo de la Guerra de la Independencia el Regimiento partió de Cartagena pasando por Valencia y Madrid con dirección a Zaragoza para auxiliar al general José de Palafox en el primer asedio  que sufrió la ciudad, y consiguieron vencer a las tropas francesas comandadas por el general Jean-Antoine Verdier. El Regimiento sacó de las trincheras a los franceses, que abandonaron el asedio el 25 de agosto. Poco después Napoleón se presentó con cien mil soldados y venció a las tropas españolas, entre ellas, al Regimiento Voluntarios de Castilla. En esa derrota, que tuvo lugar en Tudela en 1808, el Regimiento sufrió un durísimo revés al serle arrebatada por los franceses la Bandera Coronela del Regimiento, que fue llevada como trofeo al Museo de Los Inválidos de París.
En 1810 el regimiento estaba en la región levantina, donde tuvo duros enfrentamientos con las tropas francesas en Morella y, en 1811, en Molina Seca. El regimiento tuvo el enfrentamiento más importante a partir del 25 de agosto en Sagunto. A continuación el regimiento marchó a defender Valencia.

### Guerra de Independencia de México

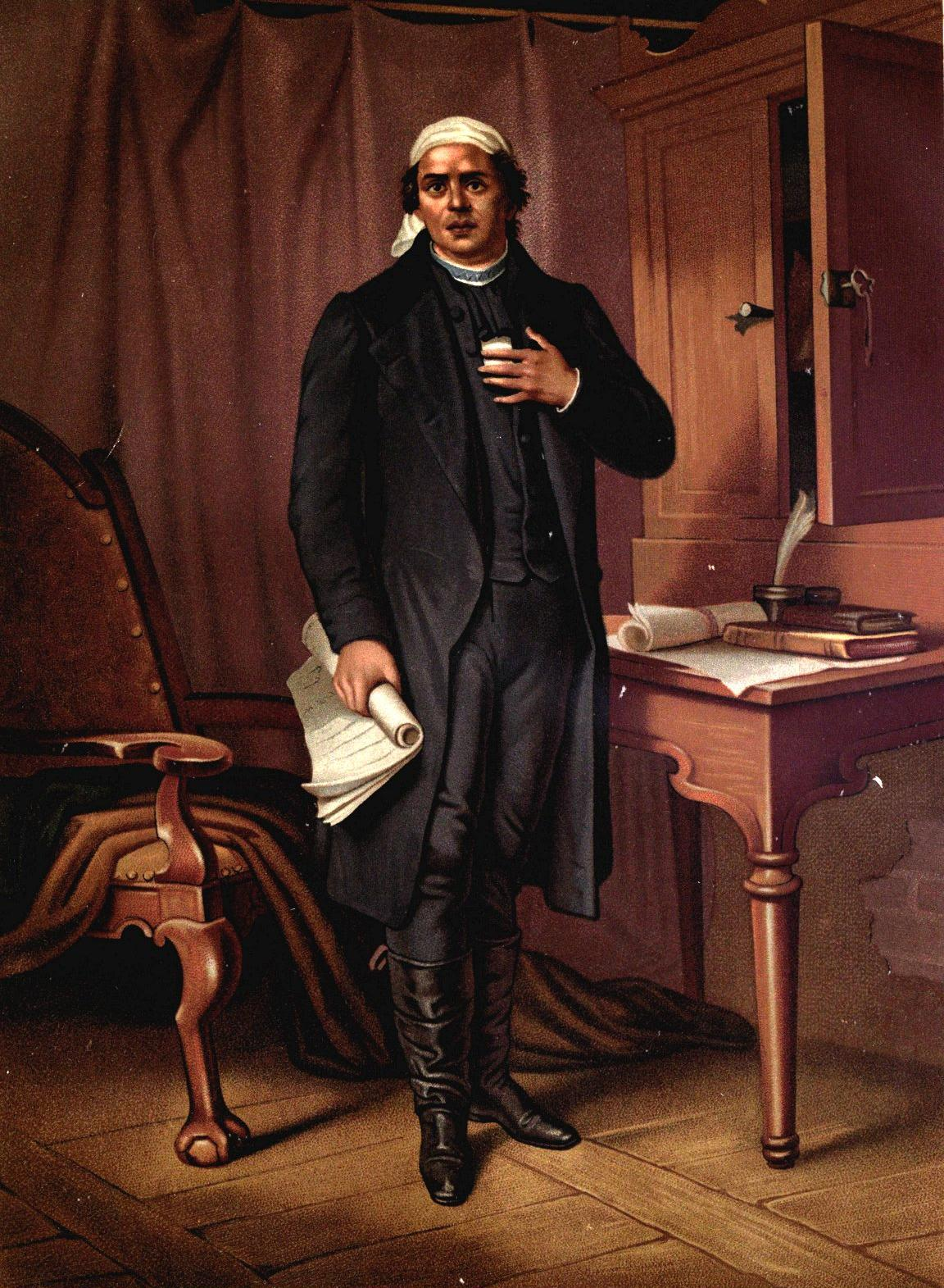
José María Morelos.

El regimiento también estuvo presente en la guerra de Independencia de México. En 1813 se destinó al Regimiento a guarnecer la Ciudad de México y la provincia de la Puebla de los Ángeles.  El Regimiento tomó parte en varias acciones durante 1816: el 10 de febrero en Ixtapa, el 24 en Riofrío, el 21 de marzo en San Salvador el Verde (municipio del estado de Puebla), el 29 en Atlapexco, el 23 de junio en San Marcos Ixquitlán y el último día del año en Tepexi de Rodríguez. En 1817 mantuvo enfrentamientos en Cerro Colorado, Puente del río Atoyac, Paso de Piedra, Barranca de Jamapa, etc. Desde el 21 de febrero, en que se rindió Tehuacán, hasta el 20 de diciembre, recuperaron unas once posiciones, algunas de ellas luchando a bayoneta calada, como fue el caso de la Barranca de Jamapa. 1818 fue de similar actividad militar. Durante los años 1819 y 1820 el «Castilla» recorrió diversos distritos, como Olivara, Tierra Caliente y Córdoba. También tuvo parte activa en las «Batallas de Orizaba y Córdoba» y en la  «Batalla de Tacuba»

### Escudo de distinción

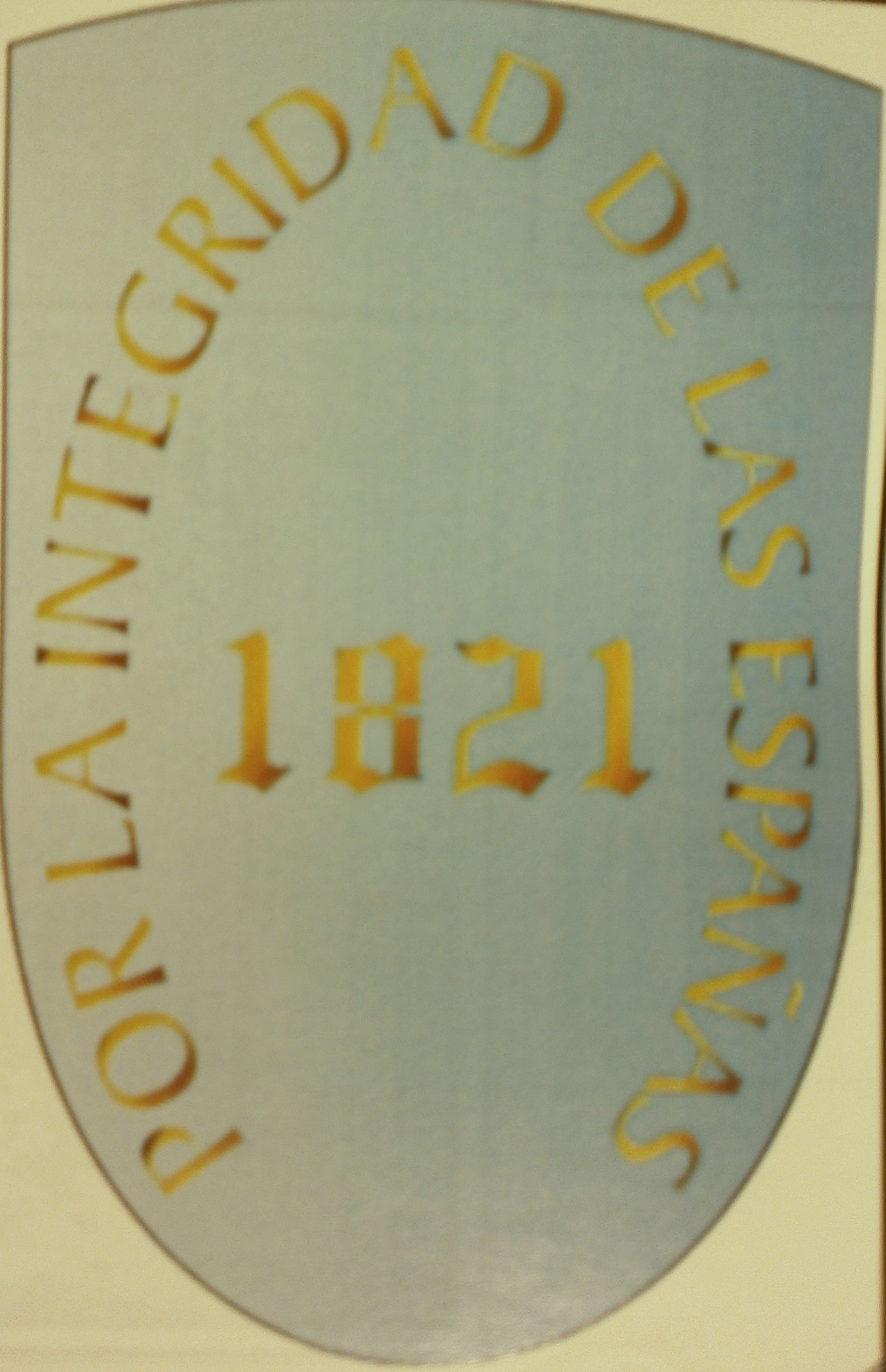
Escudo de distinción.

La situación se complicó en México y los problemas se agudizaron. El coronel Agustín de Iturbide, de origen aristocrático, se unió a la causa independentista y promovió el Plan de Iguala que, entre otras medidas, prometía respetar el derecho a la propiedad privada, los derechos del clero contra cualquier desamortización, la seguridad de empleo en la burocracia civil y la independencia de Nueva España. El representante de la Corona, Juan O'Donojú, firmó el Plan sin el consentimiento de España. A esta caótica situación se enfrentó el Regimiento de Voluntarios de Castilla durante los meses siguientes, manteniéndose duramente el 22 de abril en Tepeaca, donde sufrió la pérdida de dos capitanes, dos tenientes y varios soldados. Por esta acción se concedió a todos los componentes del regimiento una distinción consistente en un escudo colocado en el brazo izquierdo, con un lema, sobre campo celeste, que dice: «Por la integridad de las Españas. Año 1821».

### Trienio liberal
Cuando en 1820 el general Rafael del Riego se pronunció con las tropas a su mando favorablemente a la Constitución de 1812, el Regimiento de Voluntarios de Castilla estaba acuartelado en La Coruña. Como consecuencia de las conspiraciones contra el nuevo gobierno se envió el Regimiento a Aragón, Burgos, Navarra y Palencia para controlar situaciones cada vez más tensas entre el sector favorable y el contrario a la Constitución. Los componentes del regimiento actuaron en 1823 en Alcañiz, en el bloqueo de Mequinenza y en el sitio de Calatayud defendiendo la causa liberal.

### Primera guerra carlista

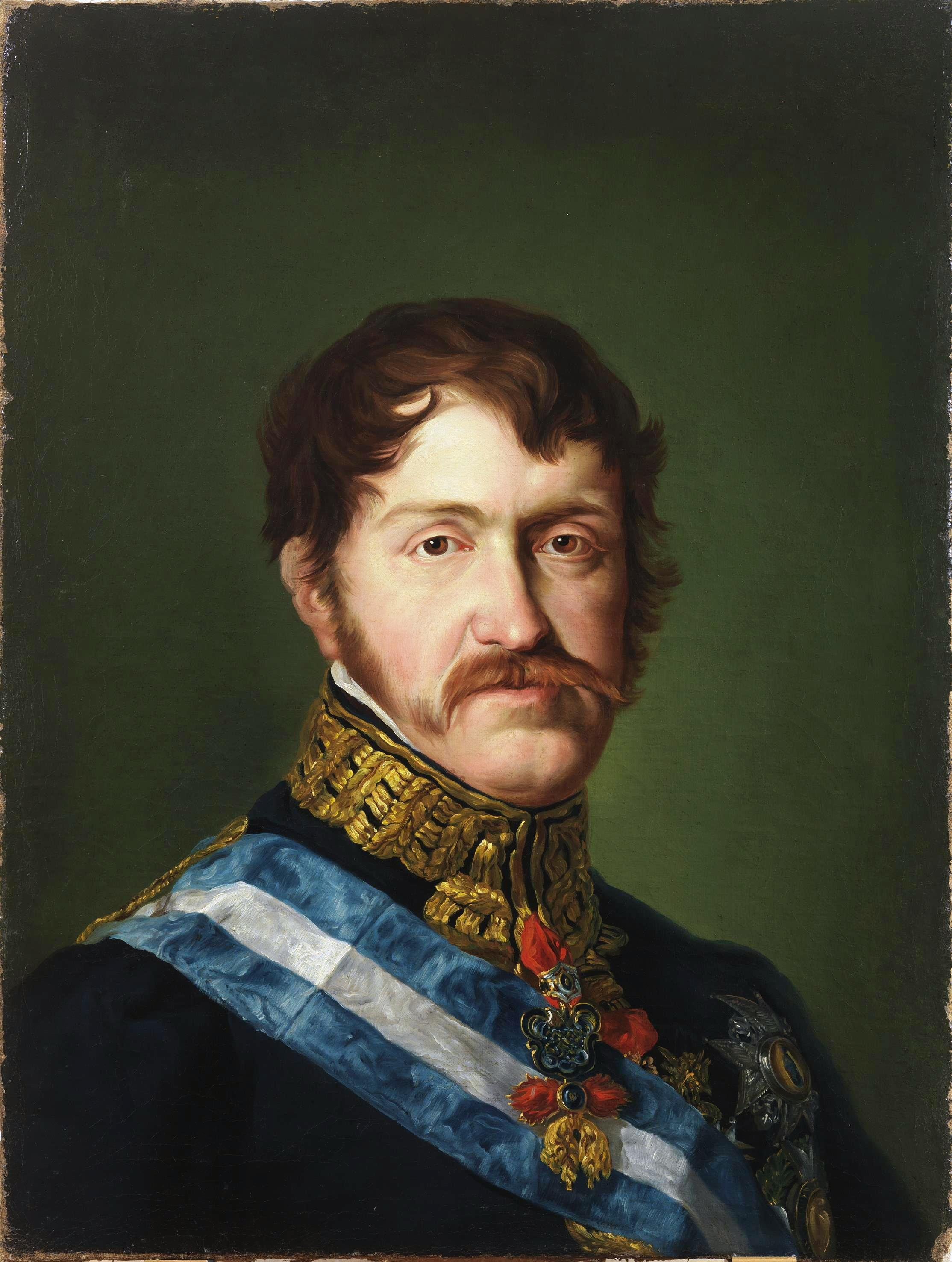
El infante Carlos María Isidro, autoproclamado rey con el nombre de Carlos V.

El 29 de septiembre de 1833 falleció el rey Fernando VII, y el infante Carlos María Isidro de Borbón —que pretendía el trono en perjuicio de Isabel, la hija de Fernando— aglutinó en torno suyo a un buen número de partidarios. Por orden del capitán general de Galicia se encomendó al Regimiento de Castilla n.º 16, junto al «Extremadura», la detención del infante. Por esta acción el coronel Sanjuanena fue ascendido a mariscal de campo.
El Regimiento de Infantería Castilla n.º 16 vivió la guerra en distintos frentes. Estuvieron presentes en Eulate, en Bilbao donde murió Tomás de Zumalacárregui, en la batalla de Mendigorría donde, al mando del general Luis Fernández de Córdova, derrotaron totalmente a los carlistas. En la comarca soriana de Tierra de Pinares persiguieron al cura Merino,  operaron también en Galicia,  batallas de Arlabán, Santo Domingo de la Calzada, Los Arcos y Arróniz, Orrantía y Bortedo, Asturias, Labacolla, Burón (Lugo), tomaron parte en las acciones de Retuerta, Villanueva de Carazo y Huerta de Rey en Burgos. El «Castilla» mantuvo batallas en las canteras de Utrillas y consiguió la victoria en la batalla de Arlabán. A finales de 1840 se reunió todo el regimiento en Cataluña, donde le sorprendió el final definitivo de la guerra.

### Segunda guerra carlista

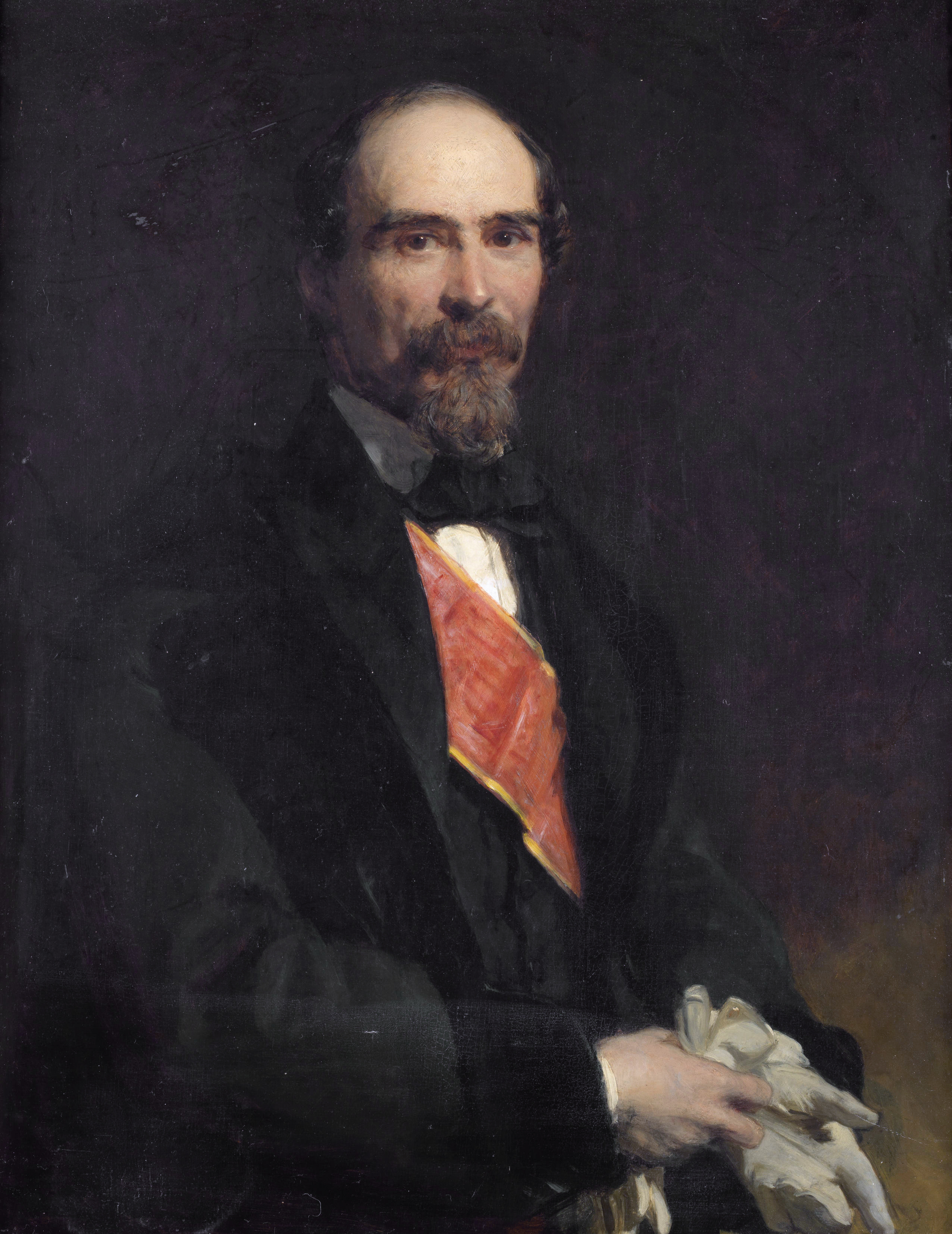
Retrato de Ramón Cabrera, el Tigre del Maestrazgo

Una vez terminada la Primera Guerra Carlista, el Regimiento Castilla n.º 16 se estableció en diversos puntos de Cataluña. Eran unos años convulsos por los continuos alzamientos y el Regimiento Castilla n.º 16 se vio envuelto en algunos de ellos, como el del general Narváez, llamado el «espadón de Loja», y el del general Prim a mediados de 1843. El año 1845 los carlistas decidieron ir otra vez a la guerra. En un principio las partidas eran pequeñas y muy fraccionadas, hasta que llegó a España Ramón Cabrera, apodado «el tigre del Maestrazgo». El Regimiento de Infantería Castilla n.º 16 recorrió toda Cataluña, donde se enfrentó en guerra de guerrillas a los seguidores del «tigre del Maestrazgo». Una vez desgastados los guerrilleros el regimiento se acantonó en Barcelona y se dio por finalizada esta etapa.

### Guerra de África
Una vez terminada la contienda carlista, el regimiento estableció su guarnición en Barcelona. En agosto de 1850 se le ordenó la persecución del bandolero «Baliarda», que murió en combate. El coronel de la Rocha elevó una instancia a la reina Isabel II en la que solicitaba que le fueran concedidas al Regimiento de Infantería Castilla n.º 16 las Corbatas de San Fernando de cuarta clase por sus anteriores heroicas acciones. El 26 de julio de 1852 el Marqués de Novaliches contestó desde el Real Sitio de San Ildefonso confirmando la concesión de este reconocimiento al valor del regimiento. La entrega se llevó a cabo el 10 de octubre de 1852, fecha del cumpleaños de la reina.

#### Sublevación de Vicálvaro o «vicalvarada»
A principios de 1854 se produjo un caso de gran corrupción en el Gobierno en la concesión de las contratas para la explotación del ferrocarril. El general O'Donnell, que discrepaba de esta situación se sublevó en Vicálvaro, localidad muy cercana a Madrid con fuerza escasa para oponerse a las leales al Gobierno. En agosto de 1854 fue sustituido el coronel de La Rocha como jefe del Regimiento de Infantería Castilla n.º 16, siendo nombrado en su lugar el coronel Antonio Navazo de Teresa, procedente del carlismo y que apoyaba el Convenio de Vergara. Estos militares eran llamados por sus compañeros «los convenidos».

#### Marcha a las colonias y a África
En 1857 España envió expediciones militares a México, Santo Domingo y la Cochinchina, además de a África. El 2 de octubre de 1858, el Regimiento de Infantería Castilla n.º 16 recibió la orden de embarcar y potenciar el Ejército de África. En Sanlúcar de Barrameda embarcaron con destino a África.

#### Casus belli
El casus belli fue algo tan simple como la construcción de un edificio ordenada por el Gobernador Militar que valiese como «Cuerpo de Guardia» a efectos de evitar las continuas deserciones de los presidiarios trabajadores hacia la zona marroquí. Los marroquíes atravesaron la línea divisoria en la noche del 19 de agosto y causaron destrozos en la fortificación. El Gobierno español exigió al marroquí la toma de medidas para el apresamiento de esos individuos y posterior castigo. Ante la tardanza en tomar medidas por parte del ejecutivo marroquí, España declaró la guerra a Marruecos.

#### Comienzo de las operaciones
El segundo cuerpo de ejército, al que pertenecía el Regimiento de Infantería Castilla n.º 16, fueron revistadas por el propio general O'Donnell el 18 de noviembre de 1859. El Castilla n.º 16 llegó a Ceuta el 28 de noviembre en el vapor Brasil.  El ejército expedicionario contaba con unos 35 000 hombres, contra los 45 000 que oponía el sultán de Marruecos. La incógnita mayor respecto al enemigo era su legendaria caballería, que solía adoptar en el ataque una media luna para envolver al enemigo por ambos flancos.
El regimiento ocupó las casas fuertes o reductos de Francisco de Asís, Cisneros y de Isabel II. En las primeras horas de la mañana del 9 de diciembre de 1859 se entabló batalla entre los norteafricanos y el Batallón de Castilla n.º 16. Los marroquíes estaban comandados por Muley-el-Abbas, hermano del rey Mohámmed IV. Se llegó a enfrentamientos a la bayoneta calada. El 14 de enero los regimientos de Castilla n.º 16 y el de Cazadores de Simancas tomaron los altos que dominan la ciudad de Tetuán, donde también se llegó en esta batalla a la lucha a la bayoneta, en la que resultó herido el teniente coronel Crespo.

#### Batalla de Wad-Ras y firma de la paz
El regimiento siguió librando combates en febrero de 1860 y participó en la batalla de Tetuán. . A mediados de marzo el regimiento se batió duramente en los frentes de sierra Bermeja y Samsa con lucha a bayoneta calada y tomó, también a bayoneta calada, las alturas del río Izmir y Cabo Negro. En las primeras horas del 23 de marzo de 1860 continuaron las operaciones sobre Tánger, donde tuvo lugar la batalla de Wad-Ras, cuyo resultado fue la huida de la fuerza adversaria de la ciudad. Posteriormente el regimiento fue evacuado en el vapor Velasco con dirección a San Sebastián. Por su valentía en los enfrentamientos en combate se le otorgaron 122 cruces militares individuales.

### Tercera guerra carlista
Para recuperarse de las heridas de África, el Regimiento de Infantería Castilla n.º 16 estuvo de guarnición en Vitoria. Como consecuencia de las diferencias entre los generales Prim, que quería una caída rápida de la monarquía, y O'Donnell y Narváez, sus contrarios, hubo una intentona de sublevación en Aranjuez que fracasó, y el Regimiento Castilla n.º 16 fue enviado a Pamplona. En 1869 se proclamó la nueva Constitución y comenzó el proceso de encontrar un nuevo rey para España. Mientras tanto fue nombrado el general Prim como presidente. Con estos continuos cambios políticos, el Regimiento Castilla n.º 16 pasó en cuestión de días de combatir la revolución a apoyarla.

#### Llegada de Amadeo de Saboya
El 30 de diciembre de 1870 llegó Amadeo de Saboya al puerto de Cartagena a bordo de la fragata Numancia. Durante los años siguientes el regimiento operó en Santander, Burgos, Soria y Madrid. Entre otras batallas destaca la que mantuvo contra unas partidas carlistas en el pueblo burgalés de Medina de Pomar, ya que, aunque estaban en inferioridad manifiesta de fuerzas, después de rechazar dos requerimientos de rendición contestaron a esta propuesta que «el Ejército Español jamás se rendía», e hicieron huir al enemigo.

#### Proclamación del rey Alfonso XII y derrota carlista

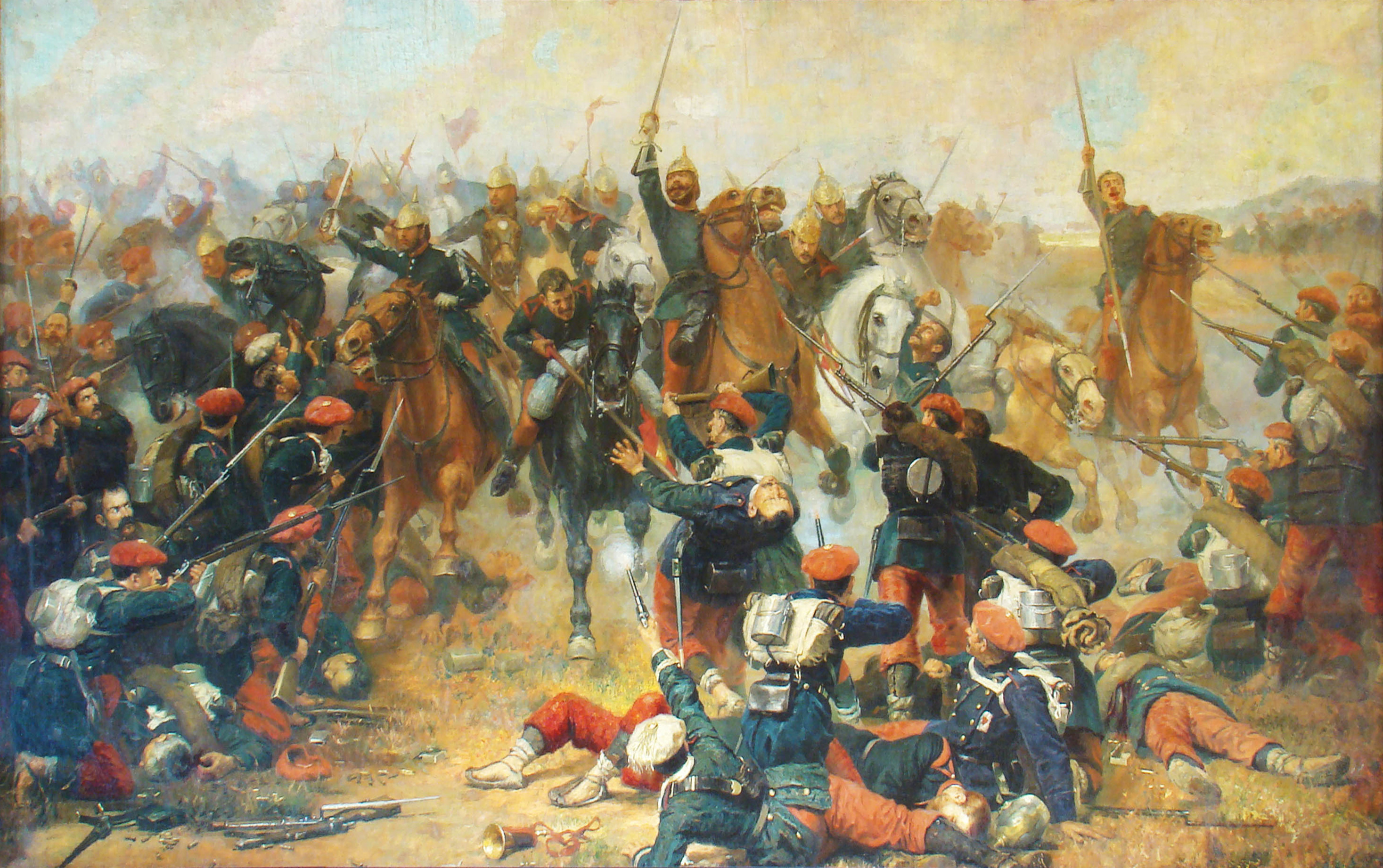
Batalla de Treviño, por el pintor militar Víctor Morelli. Está expuesto en el museo de la Academia de Caballería de Valladolid.

Ante los graves problemas que tenía que resolver la Primera República algunos políticos y militares empezaron a contemplar que la solución podría consistir en una «restauración borbónica» personificada en la figura de Alfonso XII. En 1874 los batallones del «Castilla» prestaron servicio en Madrid, se batieron en las proximidades del pueblo cántabro de Rasines contra la partida facciosa del «Culebro» y operaron en Oviedo.
Ese mismo año el Castilla n.º 16 también intervino en la batalla del Valle de Somorrostro, en la de San Pedro Abanto —donde se llegó al cuerpo a cuerpo—, en la toma de Estella, en el Monte Muru, en Irún, etc. El 23 de enero de 1875, Alfonso XII pasó revista en la localidad navarra de Peralta a 40 000 soldados de todas las armas, y entre ellos estaba presente el Regimiento de Infantería Castilla n.º 16. En julio salió el regimiento hacia Miranda de Ebro y, poco después, tomó parte en la batalla de Tulillo. Marchó hacia Sagunto y asistió a la batalla de Treviño, por la que fue muy elogiado por el general Quesada. En noviembre partió para Vitoria y participó en la batalla de Peñacerrada. A principios de 1875 el Castilla n.º 16 tomó a la bayoneta el cerro de Miravalles, desalojó en combate a la bayoneta posiciones de tan difícil acceso como las que tiene el monte Gangorri. El 5 de febrero atacó y tomó Abadiano, y el 16 de febrero el Regimiento de Castilla n.º 16 hizo los honores de ordenanza al rey Alfonso XII en Vergara.

### Badajoz
Cuando terminó la guerra dinástica, el Regimiento Castilla n.º 16 estaba acantonado en Vitoria. Cuando estaba el Castilla n.º 16 de guarnición en Leganés llegó la Real Orden de 10 de diciembre de 1883 por la que se destinaba al regimiento a Badajoz. y ocuparon el acuartelamiento de San Francisco el Grande. A partir del 17 de diciembre de 1883, el Regimiento de Infantería Castilla n.º 16 estuvo ligado durante más de cien años a la ciudad de Badajoz y aún sigue en esta ciudad.

#### Tragedia en el puente sobre el río Alcudia
En abril de 1884 se produjo un hecho que causó más bajas en el Castilla n.º 16 que en muchas de las batallas en las que participó. De vuelta a sus lugares de origen por haberse licenciado los veteranos, iniciaron el viaje de regreso el 27 de abril por ferrocarril. Al llegar al km 279 de la línea Madrid-Badajoz, a las 4:00 de la mañana, cuando atravesaban el puente metálico de tres pilares sobre el río Alcudia, este se derrumbó, cayendo el tren al río desde unos 8 metros de altura. En esta catástrofe murieron cincuenta y dos militares. Los funerales y actos en honor de los difuntos se celebraron en Badajoz, a los que asistieron todas las autoridades, tanto eclesiásticas como políticos y una gran cantidad de pacenses.

#### Primer Centenario del Regimiento y guerra de Cuba

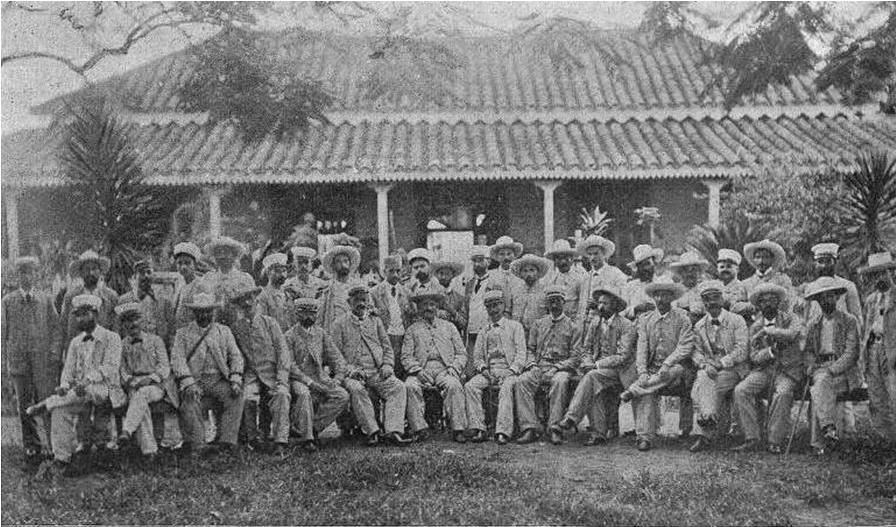
Jefes y oficiales del Castilla n.º 16 expedicionario en Cuba.

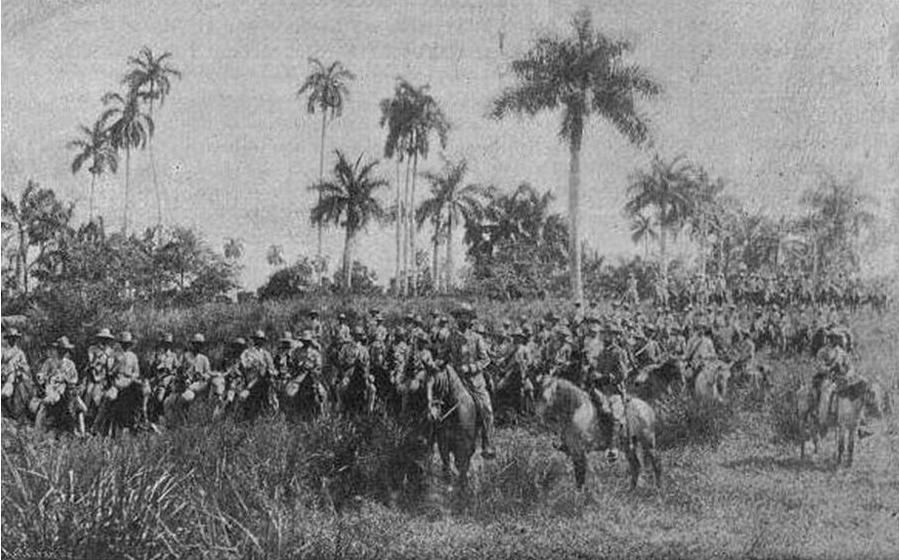
Tropas del Castilla n.º 16 expedicionario en Cuba.

En julio de 1894 el Regimiento de Infantería Castilla n.º 16 cumplió su primer centenario. En febrero de 1895 el revolucionario cubano José Martí, al grito de «¡Viva Cuba libre!», ordenó el levantamiento en la localidad de Baire, con lo que estalló la guerra de Independencia cubana. El Regimiento Castilla n.º 16 contribuyó a la creación de las primeras unidades que tenían a Cuba por destino.
El 7 de abril un destacamento de soldados del Castilla n.º 16, después de haber sufrido un cerco de dieciocho días, rechazó a las fuerzas del cabecilla insurrecto Antonio Maceo, por lo que el general Weyler los premió por su valentía. Los enfrentamientos con los insurrectos fueron constantes en las lomas de San Bartolo, la loma de Toro, Ceja de Herradura, Guadalcanal, Consolación del Sur y Lomas de Descanso.

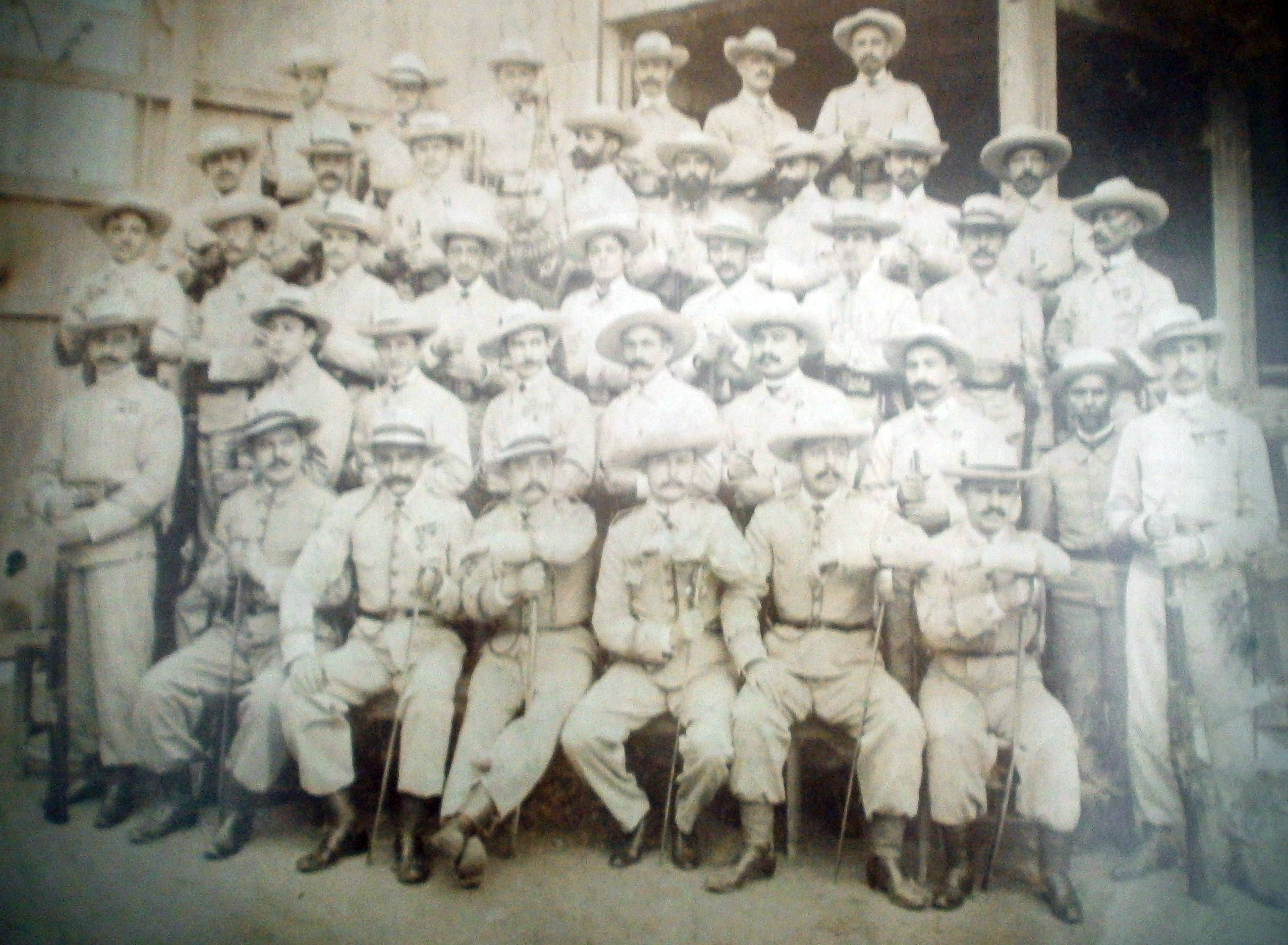
Guerra de los Diez Años en Cuba. En segunda fila, de pie, el cuarto por la izquierda, Bernardino Rovira, padre del primer jefe del RIMZ Castilla n.º 16.

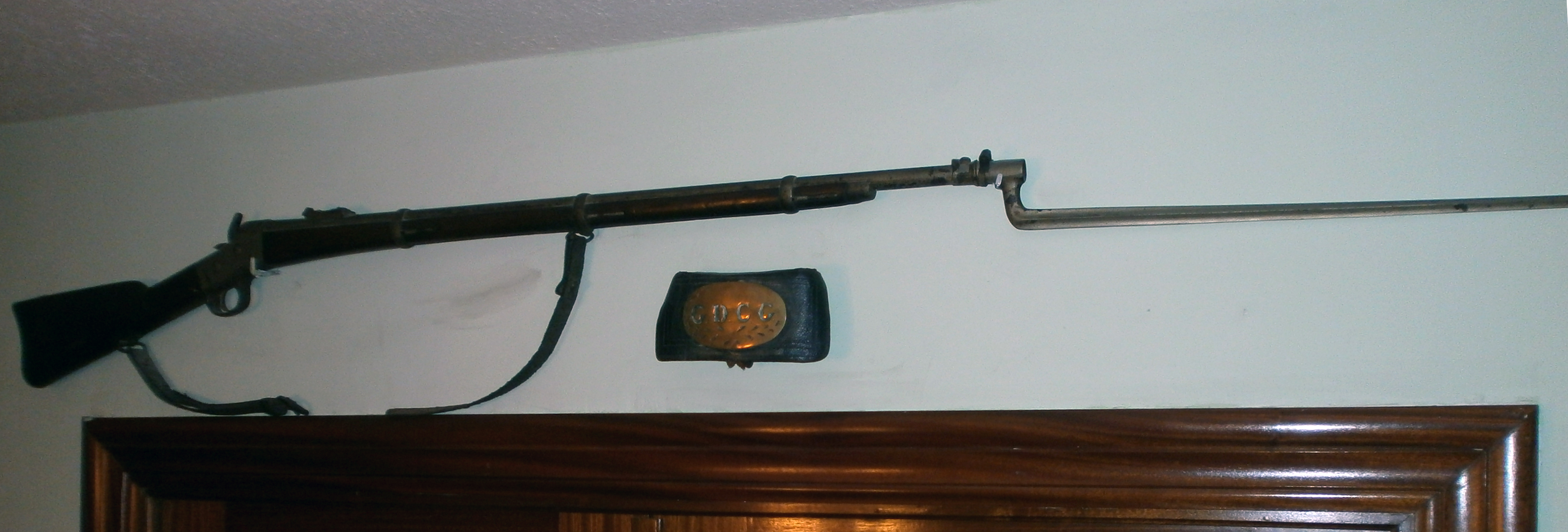
Fusil Remington de la guerra de Cuba de 1868 a 1878 de Bernardino Rovira, con bayoneta y cartuchera.

El 10 de febrero de 1896 desembarcó el general Weyler para hacerse cargo de la Capitanía General. El Castilla n.º 16, con caballería y algunas piezas de artillería, formaron una columna al mando del coronel Cándido Hernández de Velasco y marcharon hacia Pinar del Río. Dispersaron a los independentistas en Arroyo de San Felipe, Rosario y Charnuzo el 27 de julio, y dos días después derrotaron a la partida de Perico Belén hecho que mencionó el general Weyler en sus escritos. Del 6 al 11 de agosto de 1896 el regimiento sorprendió a los insurrectos acampados en Cruces y Rivera, y mantuvo combates con las partidas de Payaso, Perico Belén y Rodolfo en Acrimonias, Punta de Palmas y Caobilla. El 27 de septiembre del mismo año tuvo lugar uno de los combates más duros de esta campaña, el de las Tumbas de Toriño, por lo que el general Weyler envió un telegrama al Ministro del Ejército donde puso de manifiesto la «intrepidez y bizarría» de estas tropas.
El 9 de octubre de 1896 fue una de las fechas más recordadas por el Castilla n.º 16: estando sitiados por 5000 mambises de los líderes insurrectos Máximo Gómez y Calixto García, el soldado Eloy Gonzalo se lanzó contra ellos con una lata de gasolina atada a su cuerpo, acción que permitió liberar a sus compañeros sitiados y por la que se le concedió la Cruz Laureada de San Fernando. En estas fechas sucedió el tan debatido acontecimiento de la explosión y hundimiento del acorazado estadounidense Maine, que había recalado en el puerto de La Habana el 25 de enero de 1898 y tres semanas más tarde explotó, causando la muerte a doscientos sesenta y seis marineros estadounidenses. Estados Unidos culpó a España de esta acción y le declaró la guerra. Derrotada militarmente España por el ejército estadounidense, el 10 de diciembre de 1898 se firmó el Tratado de París, por el que España reconocía la pérdida de sus últimas colonias de ultramar. El 21 del mismo mes fue repatriado el Batallón Expedicionario del Castilla n.º 16. El 1 de mayo del mismo año, se arrió por última vez la bandera española del Castillo de los Tres Reyes Magos del Morro en La Habana.

### Nuevas banderas

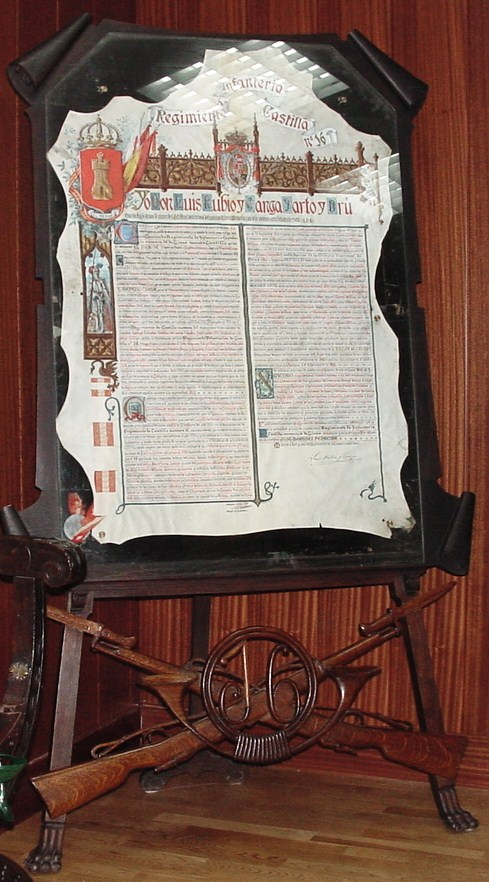
Pergamino ejecutorio del regimiento.

El 7 de mayo de 1902 tuvo lugar la bendición de las nuevas banderas y se dieron de baja las dos viejas enseñas utilizadas en las campañas de Cuba, que se depositaron en el Museo del Arma de Infantería. El coronel Domingo Recio y el teniente coronel Vicente Ambel fueron los mandos a los que se les entregaron las banderas. En el Pergamino ejecutorio del Regimiento, que se guarda en la sala de enseñas y banderas del RIMZ Castilla n.º 16 sito en Bótoa —próxima a Badajoz—, y que está fechado en el año 1912.

### Guerra de Marruecos
Desde 1915 a 1918 no hubo sucesos dignos de reseñar, excepto la visita que realizó a Badajoz la infanta de España y princesa de Asturias Isabel de Borbón, hermana de Alfonso XIII y conocida popularmente como «La chata». El Regimiento de Infantería Castilla n.º 16 le rindió los honores de ordenanza mediante una compañía, bandera, banda y música. Mientras tanto, continuaron existiendo en el norte de África zonas verdaderamente inexpugnables dentro del protectorado español de Marruecos.

#### Llegada del Batallón expedicionario del Regimiento Castilla n.º 16 a África
El 22 de julio de 1921, se produjo una de las mayores derrotas militares de la historia de España, conocida como el desastre de Annual. Inmediatamente se decretó el envío de tropas desde la península, entre ellos el primer batallón del Regimiento de Infantería Castilla n.º 16. En agosto murió el primer militar del Batallón expedicionario del Castilla n.º 16, el cabo de la 1.ª compañía Juan Montes, y el mes siguiente cayó el soldado José Cano García. Para el 10 de octubre se preparó la toma del monte Gurugú, y el batallón del Castilla n.º 16 formó, con otras unidades, una columna. El Castilla n.º 16 sobresalió también en los combates de Casabona y Nador. Pero era urgente conquistar el monte Arruit, donde se encontraban gran cantidad de prisioneros españoles. Abd el-Krim pedía cuatro millones de pesetas para liberarlos.  El general Berenguer y los llamados africanistas estaban decididos a que la liberación de los soldados españoles debía llevarse a cabo por la fuerza. El monte Arruit se tomó sin mayores contratiempos, lo que dio la razón a los africanistas.

#### Regreso del Batallón expedicionario del Regimiento Castilla n.º 16 a Badajoz
A consecuencia del éxito en el avance de las tropas españolas, el Alto Comisionado decidió repatriar varias unidades y el batallón expedicionario del Regimiento Castilla n.º 16 fue uno de los que regresaron en 1922.  A finales de 1924 el músico mayor Bonifacio Gil y el capitán José Castillo compusieron la música y la letra del «Himno del Castilla», que aún se canta con frecuencia en el patio de armas de la unidad. El 15 de septiembre de 1925 tomó el mando el coronel Federico Fernández Sánchez Caro, que ya conocía la plaza militar de Badajoz.

#### Traslado al Cuartel General Menacho
El 29 de noviembre de 1925 se recibió la orden de trasladar el Regimiento Gravelinas n.º 41 al nuevo cuartel General Menacho, que en aquellos momentos era el primer cuartel extramuros de Badajoz. Seis años más tarde, en 1931, fue el Regimiento de Infantería Castilla n.º 16 quien ocupó el citado cuartel.

### Guerra civil española
El periodo de conflictos militares, sociales y políticos que se desarrollaron en España entre el 18 de julio de 1936, fecha en la que se sublevaron una serie de militares con sus tropas contra el gobierno republicano, y el 1 de abril de 1939, en la que el general Francisco Franco declaró su victoria, es el llamado periodo de la guerra civil española y que afectó, como al resto de las fuerzas armadas, al Regimiento de Infantería Castilla n.º 16. Como el regimiento intervido en una gran cantidad de batallas, se indican los hechos más destacados de cada uno de los tres años ya que, de forma más completa y pormenorizada, están descritos en el capítulo guerra civil española correspondiente del artículo Regimiento de Infantería «Castilla» n.º 16

#### Año 1936
El 21 de julio partieron para Madrid dos compañías del entonces denominado regimiento Castilla n.º 3, la 3.ª y la 4.ª, al mando del comandante José Ruiz Farrona, para reforzar la capital de la República y combatir en la sierra de Guadarrama, concretamente en el Alto de los Leones. Se libraron varios combates en los que tomó parte el Regimiento de Infantería Castilla n.º 3, que defendía la zona republicana, pero cayeron localidades como Almendralejo, Mérida y Villafranca de los Barros en poder de las fuerzas que mandaba el entonces teniente coronel Juan Yagüe. Se libraron varios combates en los que tomó parte el Regimiento de Infantería Castilla n.º 3, que defendía la zona republicana, pero cayeron localidades como Almendralejo, Mérida y Villafranca de los Barros en poder de las fuerzas que mandaba el entonces teniente coronel Juan Yagüe.

##### Toma de Badajoz
Como era muy arriesgado para las tropas franquistas seguir hacia Madrid dejando Badajoz en su retaguardia, ya que en esta ciudad había 500 soldados del Castilla n.º 3 y unos 3000 milicianos armados por orden del coronel Ildefonso Puigdengolas, decidieron marchar hacia Mérida y Badajoz, al mando del teniente coronel Yagüe. A partir de la toma de Badajoz por las fuerzas franquistas, el teniente coronel Fernando Acosta Roldán reorganizó el regimiento —ya bajo las órdenes de Franco— y a partir del 19 de agosto tuvo como jefe al comandante Eduardo Cañizares Navarro.

##### Creación de los nuevos batallones
Se crearon ocho batallones, desde el «I Batallón» al «VIII Batallón». Los siete primeros operaron por toda Extremadura mientras que el «VIII Batallón» quedó de guarnición en Badajoz capital. El regimiento terminó el año con ocho batallones y, el año siguiente, en 1937, se amplió su número a veinte.

#### Año 1937
En el ejército franquista, la División de Badajoz pasó a ser la División 21, compuesta por dos brigadas. La primera tenía en sus filas, además de otras unidades, a los batallones III, IV, V, VIII y IX del «Castilla» y estaba mandada por el teniente coronel Luis Oliver. La segunda brigada, bajo el mando del teniente coronel Alfonso Gómez Cobián, tuvo en sus filas batallones II, VI, IX, y X del «Castilla». El fin principal del ejército franquista era cercar la zona de Mérida, donde se habían agrupado gran cantidad de tropas republicanas. La operación comenzó el 20 de julio y el 24 del mismo mes se unieron las dos brigadas franquistas, que la dieron por finalizada, aunque en días sucesivos procedieron a conquistar los pueblos más importantes de la zona.
La operación más destacable fue la llevada a cabo del 16 al 19 de marzo por el III Batallón del «Castilla» al mando del teniente coronel Álvarez Rementería en la localidad cordobesa de Villanueva del Duque, por lo que se le concedió al batallón la Medalla Militar Colectiva y la Medalla Militar Individual para el jefe de esas tropas, comandante Ildefonso Medina Mogollón. Esta condecoración se cedió al Regimiento de Infantería Castilla n.º 16 y se depositó en su Sala de Estandartes.

#### Año 1938
Las acciones bélicas del I al XIV Batallón se desarrollaron por toda Extremadura, tanto en la provincia de Cáceres como en la de Badajoz. Al IX Batallón se le concedió la Medalla Militar Colectiva por sus acciones en los frentes de Villagonzalo, Guareña, Palomas y el vértice de Cabezuela del Valle, sobre este último lugar, donde el ejército republicano atacó repetidamente y repelieron los avances a pesar de su inferioridad de tropas y medios. El «Castilla» también estuvo presente en varios frentes fuera de Extremadura como son los de Córdoba, en Talavera de la Reina, Aguilar de la Frontera, Fuente Obejuna y en el pueblo cordobés de Montilla, donde se quedó establemente hasta finales de año.

#### Año 1939
El Regimiento de Infantería Castilla n.º 3, que es como se llamaba al Castilla n.º 16 en esa época, comenzó el año 1939 con diecisiete batallones de armas, seis batallones de trabajadores, cuatro batallones de guarnición y uno de orden público. Como el frente de Extremadura se reactivó por ataques de los republicanos para distraer a las tropas enemigas del frente de Cataluña, las fuerzas franquistas enviaron grandes refuerzos y, ante esta situación, los republicanos decidieron replegarse.
Se siguieron creando batallones del «Castilla» como el 203 Batallón de Trabajadores con base en Cerro Muriano,  el 144 Batallón en Cáceres y, después de pasar por las provincias de Huelva y Córdoba, se trasladó a Jaén hasta que se disolvió, a finales de julio, y entró a formar parte del XIV Batallón del «Castilla». También estuvo presente en Granada, en la cordobesa Peñarroya, en Almadén, en los pueblos de las provincias de Almería y Sevilla, en Pozuelo de Alarcón y San Lorenzo de El Escorial, en el pueblo gaditano de La Almoraima, en Larache, Marruecos,
A partir del 1 de octubre, por el Decreto de 24 de julio de 1939 publicado en el Boletín Oficial del Estado n.º 206, se reorganizó el ejército y el «Castilla» se estableció en Badajoz con el nombre de Regimiento de Infantería Castilla n.º 3, al mando del teniente coronel Bartolomé Riera Maestre, al que meses más tarde sustituyó el teniente coronel Ildefonso Medina Mogollón.

### Guerra de Ifni y Sáhara

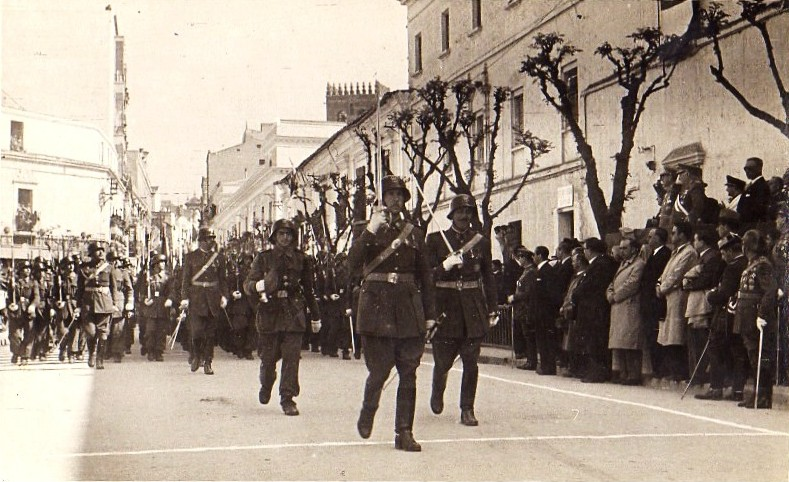
Desfile del Rgto. de Infantería Castilla n.º 16 con el comandante Rovira Recio al frente.

Pasados los años de la posguerra, el 22 de febrero de 1957, por Orden Ministerial del día 8 del mismo mes, que se publicó en el Diario Oficial n.º 36, se presentó el coronel Luis Valero Coll para tomar el mando del regimiento. Como comandante ayudante de este coronel estaba Adolfo Rovira Recio, que más tarde, como teniente coronel, sería el primer jefe del Regimiento de Infantería Mecanizada Castilla n.º 16 por estar vacante el puesto de coronel, con la llegada a Badajoz de los primeros carros de combate del regimiento.
Desde principios de 1957 se venían produciendo actos de sabotaje esporádicos en Ifni, provincia española situada en el sur de Marruecos. En la madrugada del 23 de noviembre de ese mismo año se infiltraron varios elementos contrarios a la presencia española en la ciudad de Sidi Ifni, fueron descubiertos por un centinela y se desató un tiroteo.  Al mismo tiempo fueron atacados varios destacamentos. A la vista de estos incidentes, en España se prepararon varios batallones expedicionarios, entre ellos uno del «Castilla n.º 16» que fue destinado a Villa Cisneros, al mando del comandante Carapeto. Embarcaron en el barco Ciudad de Oviedo y arribaron el 9 de diciembre a las playas de Sarga, en la península de Río de Oro. A partir del día siguiente el «Castilla n.º 16» empezó a prestar sus servicios de guarnición en campaña.

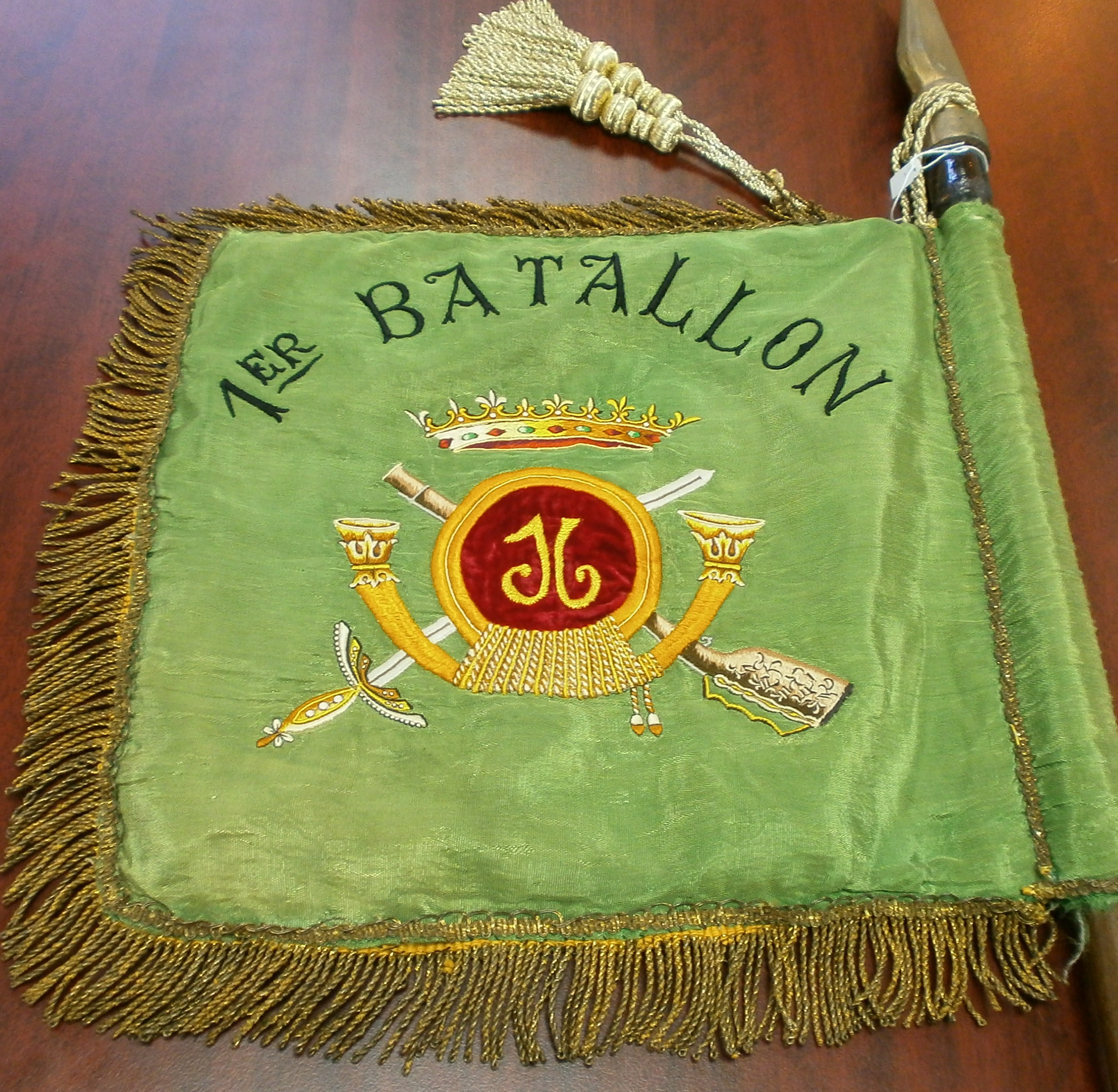
Banderín del batallón expedicionario del Castilla n.º 16 a Sidi Ifni.

El batallón estuvo en continuo contacto bélico con los nativos en un terreno muy conocido por ellos y muy hostil para los españoles. Ni siquiera la indumentaria que llevaban les facilitaba las cosas, pues su color azul destacaba sobre la arena blanca del desierto y convertía a los soldados en blancos fáciles. En una encarnizada batalla se consumieron 13 000 cartuchos del calibre 7,92 mm y 4000 de 9 mm, mucha munición considerando que las armas que portaban los españoles no ametrallaban, sino que hacían los disparos de uno en uno.
También estuvo presente el batallón en la ofensiva final del 20 de febrero de 1958. El 3 de junio embarcó el batallón expedicionario en los buques cañoneros Vasco Núñez de Balboa y Magallanes y en el buque minador Eolo, rumbo a Las Palmas de Gran Canaria. Cinco días más tarde embarcaron en la turbonave Montserrat con dirección a Algeciras y ese mismo día emprendieron viaje hacia Badajoz. En el acto en honor del batallón y del regimiento se impusieron la Cruz del Mérito Militar de plata a setenta y ocho cabos y soldados, la Medalla de Sufrimientos por la Patria al soldado Leandro Márquez Rosa y la Cruz del Mérito Militar con distintivo rojo a los mandos del batallón. En esta campaña murieron en combate el sargento Juan Serrano Leite, el cabo 1.º Jesús González González y el soldado Fidel del Río Menayo.

### Nuevas denominaciones de la unidad

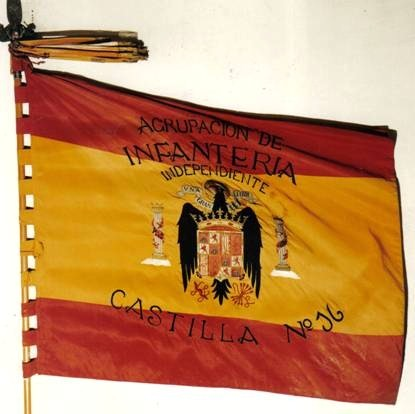
Bandera de Agrupación de Infantería Independiente Castilla n.º 16.

En cumplimiento de la Instrucción General n.º 160 115 del 15 de enero de 1960 que dictó el Estado Mayor del Ejército el 1 de marzo de ese mismo año, este regimiento tomó el nombre de «Agrupación de Infantería Independiente Castilla n.º 16». El 21 de septiembre y por Orden Circular del 1 del mismo mes se incorporó a este puesto el teniente coronel Adolfo Rovira Recio, que años más tarde fue el primer jefe del Batallón de Carros de Combate del Regimiento del Castilla n.º 16.
El 31 de marzo de 1963 el regimiento volvió a cambiar de nombre en virtud de lo dispuesto en la Instrucción General n.º 163-132 del Estado Mayor del Ejército. A partir del 1 de abril de 1963 se denominó «Regimiento de Infantería Independiente Castilla n.º 16». El 17 de febrero de 1966 cuando pasó revista al regimiento el general Pedro Merry Gordon, le entregó el mando del regimiento al teniente coronel Rovira Recio, ya que la plaza de coronel estaba vacante.  
En el año 1965 y con motivo de la reorganización del Ejército, este regimiento pasó a llamarse Regimiento de Infantería Mecanizada Castilla n.º 16, según la Instrucción Regional n.º A-58-65, y se integró en la Brigada de Infantería Mecanizada «Extremadura» XI de la División de Infantería Mecanizada Guzmán El Bueno n.º 2 del Ejército de Intervención Inmediata.

## Nuevo cuartel de Sancha Brava
En el mes de marzo de 1966 se inició el traslado del mando y la plana mayor del regimiento al nuevo cuartel de Sancha Brava sito en la carretera de Badajoz a Valverde de Leganés, a unos cuatro kilómetros de la capital, y el 6 de junio el batallón mecanizado. Se hizo cargo del regimiento el coronel Fidel Cátedra Román. En estas fechas cesó en el mando por ascenso a coronel su jefe, el teniente coronel Adolfo Rovira Recio.

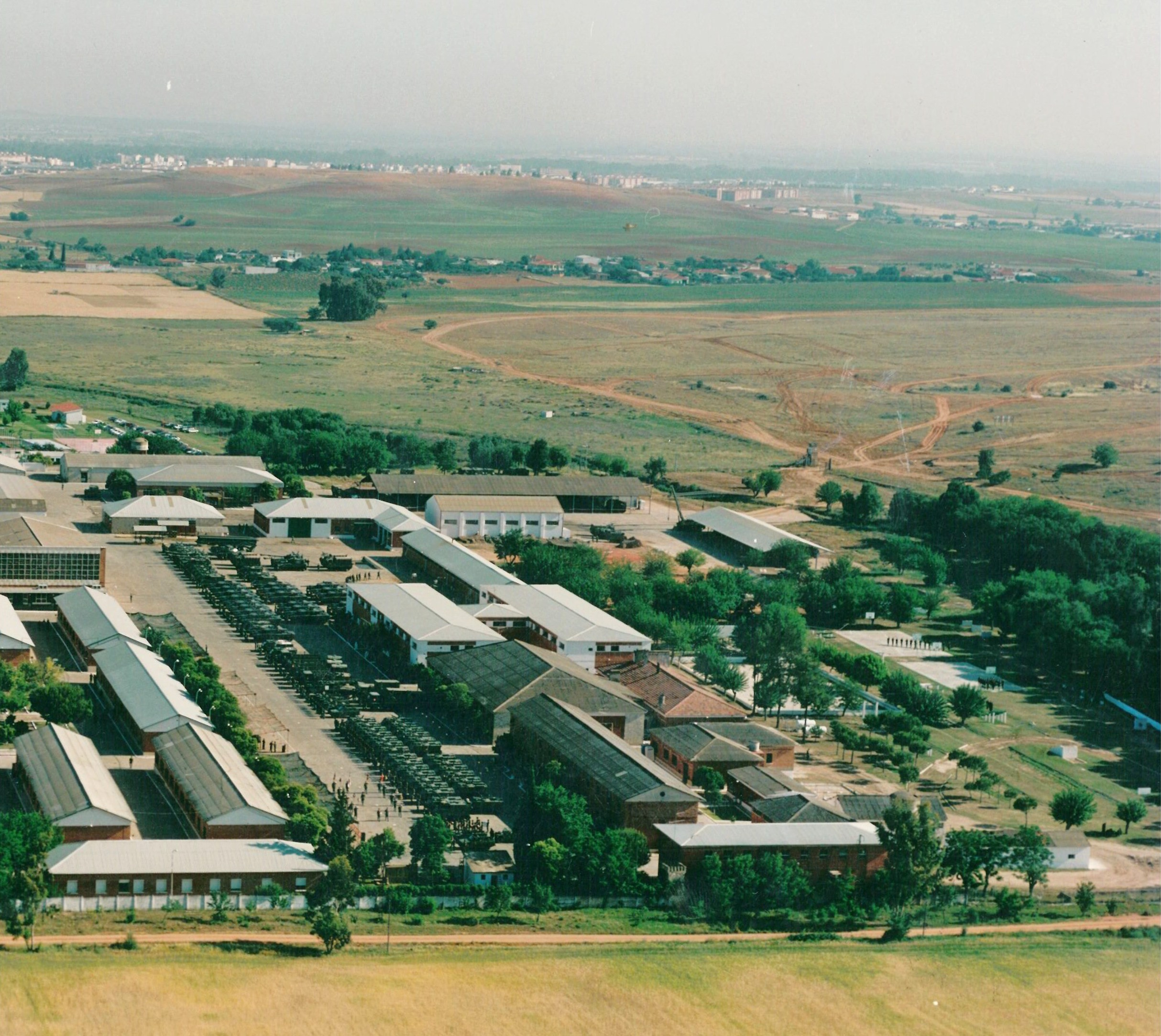
Vista aérea del cuartel de Sancha Brava.
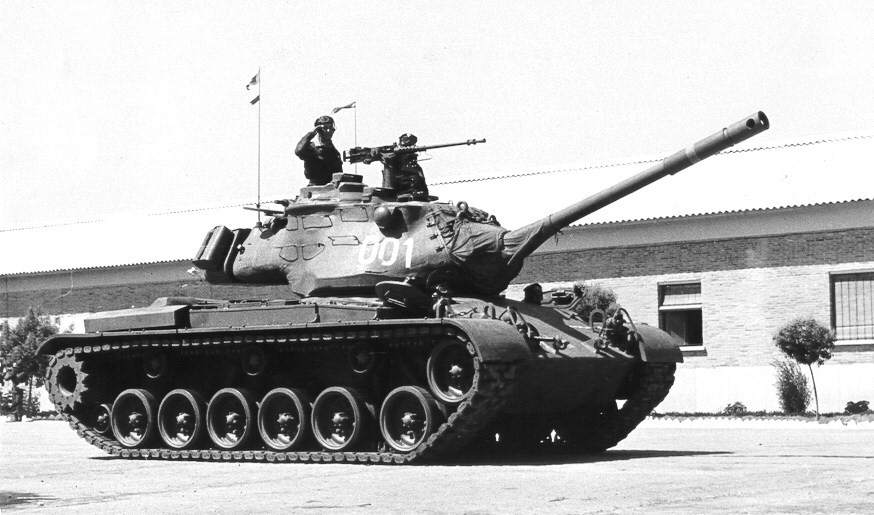
Tte. coronel Rovira en el carro 001. Desfile en 1972.
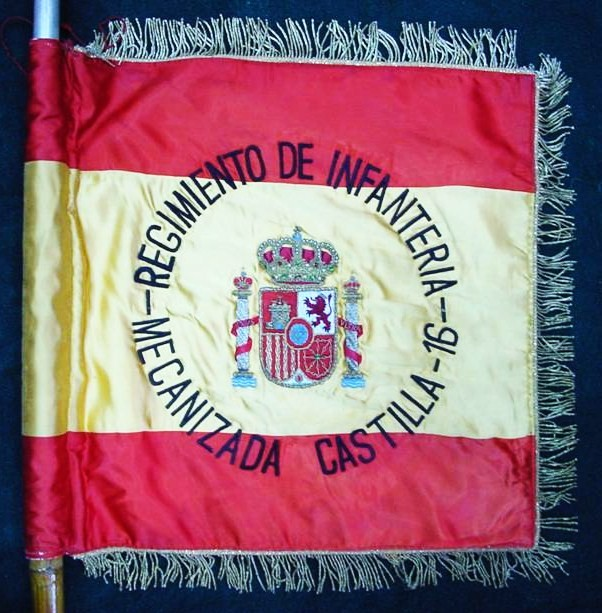
Estandarte del RIMZ Castilla n.º 16.

El 10 de noviembre de 1968 se produjo un hecho importante en el regimiento: Extremadura y el Instituto de Cultura Hispánica rindieron homenaje al Ejército Español, simbolizado en esta ocasión por el Regimiento de Infantería Mecanizada Castilla n.º 16, y se aprovechó el acto para bendecir y entregar un estandarte que ofreció el Ayuntamiento de Badajoz.  A continuación se procedió al desfile de las fuerzas, cerrado por el batallón de carros de combate M47, cada uno con el nombre de un conquistador extremeño, por lo que este batallón se llamó de «La Hispanidad». Asistieron al acto los representantes de los pueblos que entregaron las placas con los nombres de los conquistadores nacidos en ellos. Los nombres de los conquistadores, su pueblo de origen y el n.º del carro de combate que lo llevaba están en al artículo Regimiento de Infantería Mecanizada «Castilla» n.º 16.

## Base General Menacho
El 29 de mayo de 1999 empezó el principio del fin del acuartelamiento de Sancha Brava y por ello se celebró en la Plaza de Armas un emotivo acto de despedida. El 30 de junio de ese año se publicó la última orden del Acuartelamiento de Sancha Brava. El Regimiento de Infantería Mecanizada Castilla n.º 16, sucesor del Regimiento de Infantería Castilla n.º 16, comenzó las operaciones de traslado a la Base General Menacho en Bótoa, a unos quince kilómetros de Badajoz, donde permanece en la actualidad.

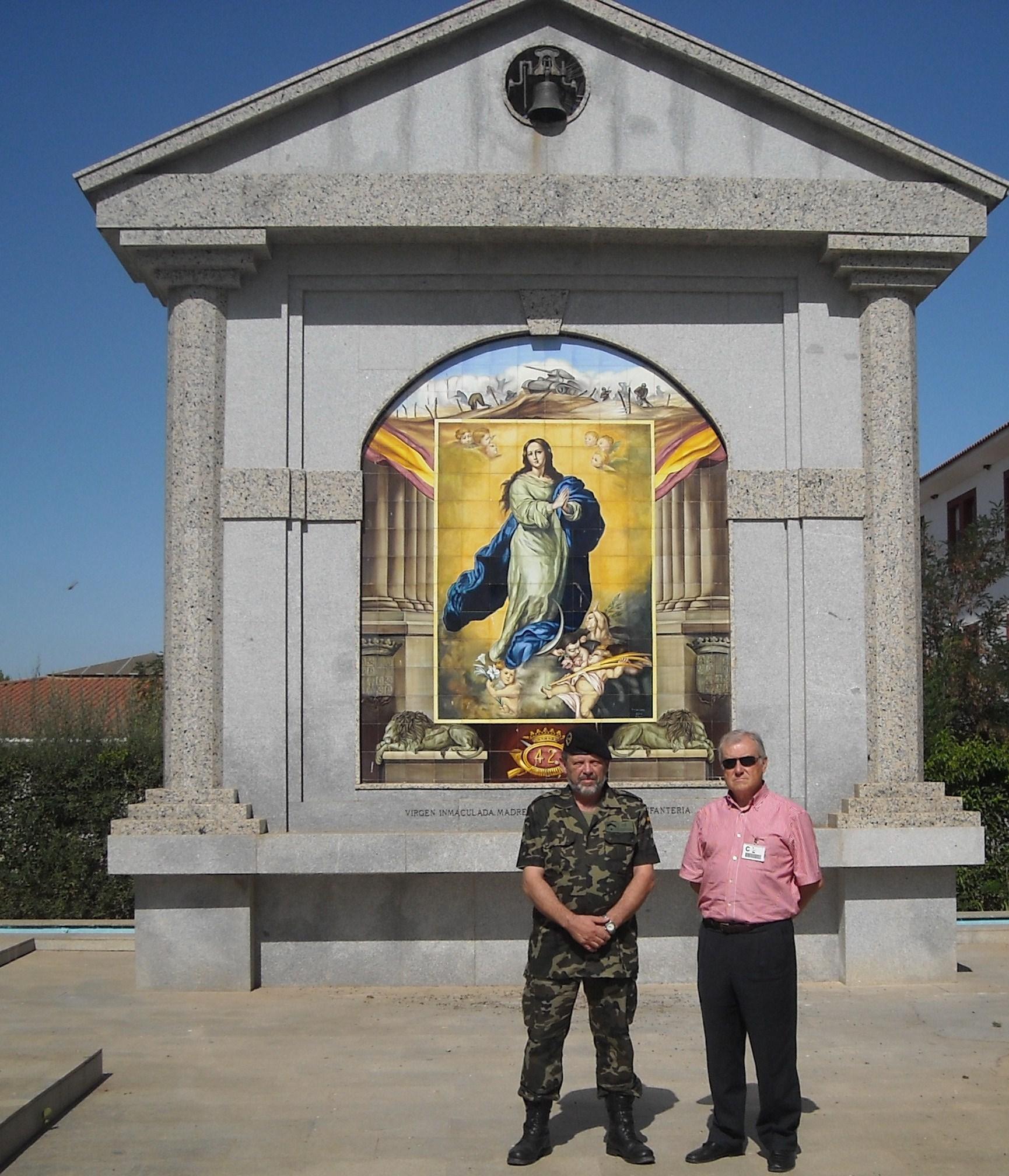
Monumento a la Inmaculada Concepción.
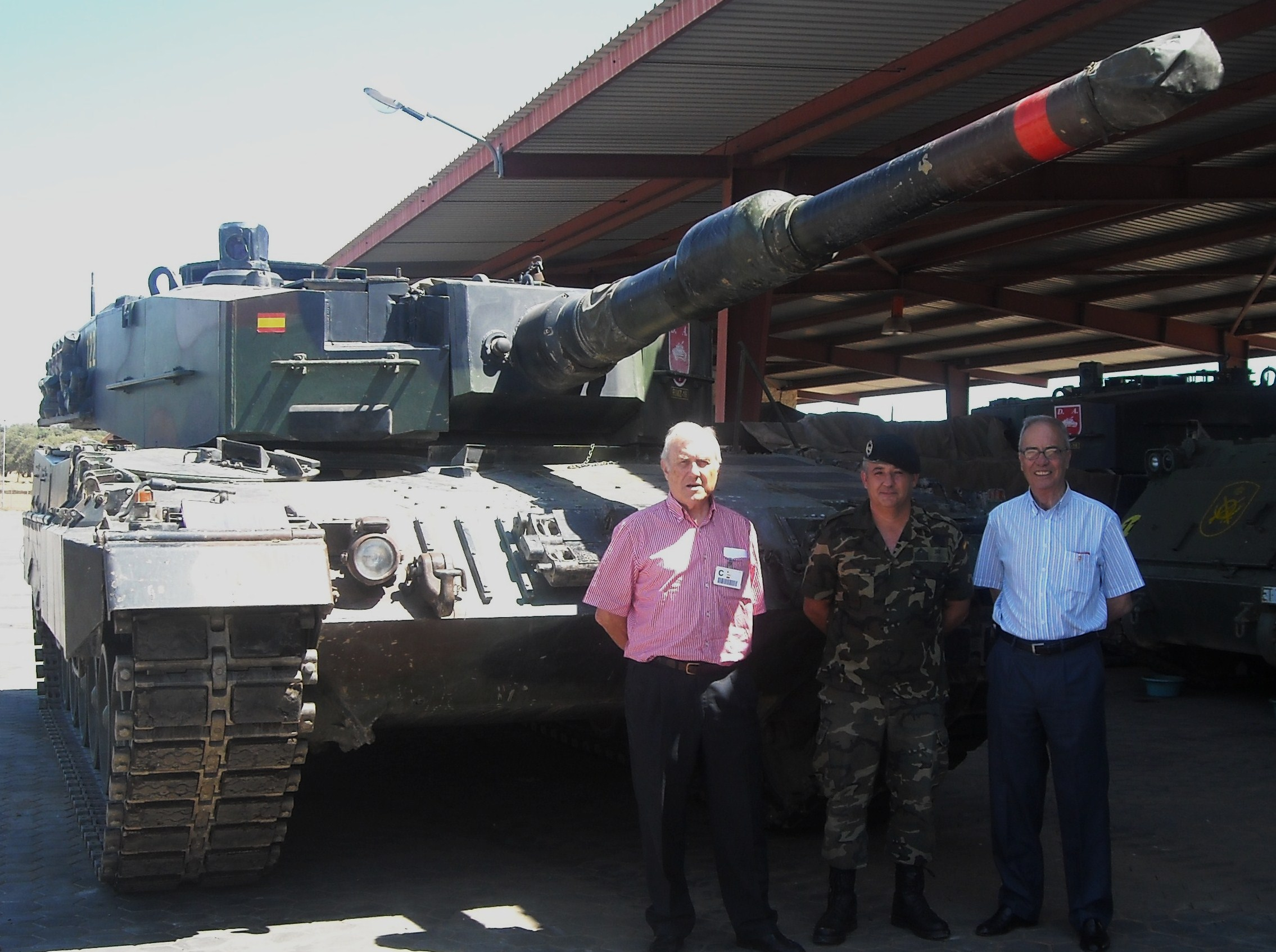
Carro de combate en la Base General Menacho.
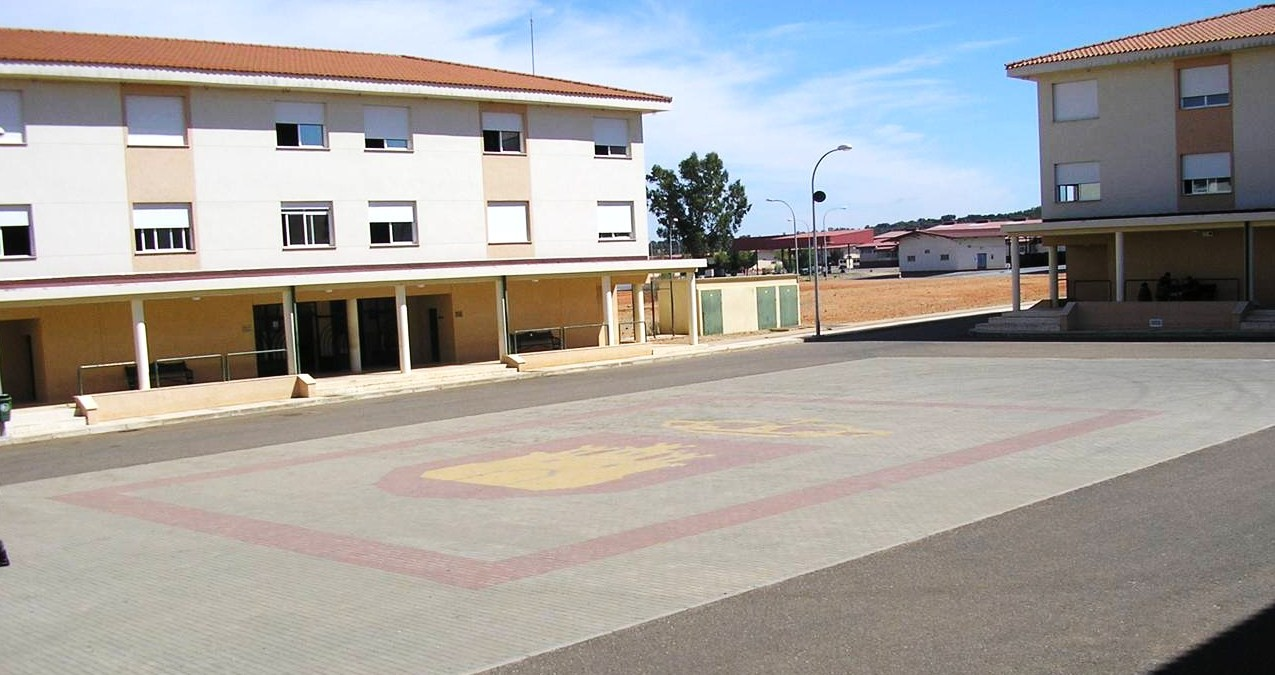
Patio de la zona de mando de la Base General Menacho.

## Regimiento Acorazado Castilla n.º 16

Escudo del Grupo de Caballería Acorazado Calatrava II/16.

El 29 de junio de 2015, en virtud de la Orden DEF/1265/2015, por la que se desarrolló una nueva organización básica del Ejército de Tierra centrada en las brigadas orgánicas polivalentes, el regimiento cambió su denominación por «Regimiento  Acorazado Castilla n.º 16», perdiendo su condición tradicional como unidad de infantería pero manteniéndose en la Brigada «Extremadura XI» que se convirtió en una unidad polivalente. Su primer jefe ha sido el teniente coronel Alfonso Mollá Lorente, pendiente de su ascenso a coronel.

### Grupo de Caballería Acorazado Calatrava II/16
Otro hito importante fue que, en virtud de la directiva que regula la estructura del Ejército de Tierra, se realizó en el patio de armas del Regimiento el acto de constitución del Grupo de Caballería Acorazado Calatrava II/16 sobre la base de personal que pertenecía al   Regimiento de Caballería «Farnesio» n.º 12, procedente de Valladolid.

## Dotación de armamento pesado de combate
El regimiento dispone, a partir del cambio de denominación de «regimiento mecanizado» a «regimiento acorazado», del siguiente material pesado:

### Carro de combate Leopardo
Dentro del plan de renovación de la dotación de los medios de combate se llevó a cabo la sustitución de los carros de combate Leopard 2A4 por los más modernos Leopardo 2E de fabricación parcial y montaje completo en España que se incorporaron al regimiento el 22 de marzo de 2015. Sus características mecánicas y de fuego más importantes son:
- Fabricado por General Dinamics en Sevilla.
- Su tripulación está compuesta por cuatro personas: Comandante, conductor, artillero y cargador.
- Su arma principal es un cañón de 155x55 mm de Rheinmetall.
- El armamento complementario está compuesto por dos ametralladoras MG3 de calibre 7,62 x 51 mm OTAN, una es coaxial al cañón y la otra es para defensa antiaérea inmediata.
- Dispone también de 16 tubos de lanzamiento de artificios fumígenos de escaqueo y ocultamiento ante el enemigo.
- El peso total en orden de combate es de 62 tn.
- La velocidad máxima es de 68 km/h.
- La potencia del motor es de 1500 CV.
- Posee un sistema óptico y electrónico más avanzado que su antecesor, el Leopard 2A4.[87]

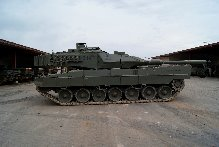
Vista lateral derecha.
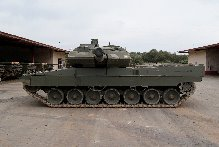
Vista lateral y torreta girada 90º.
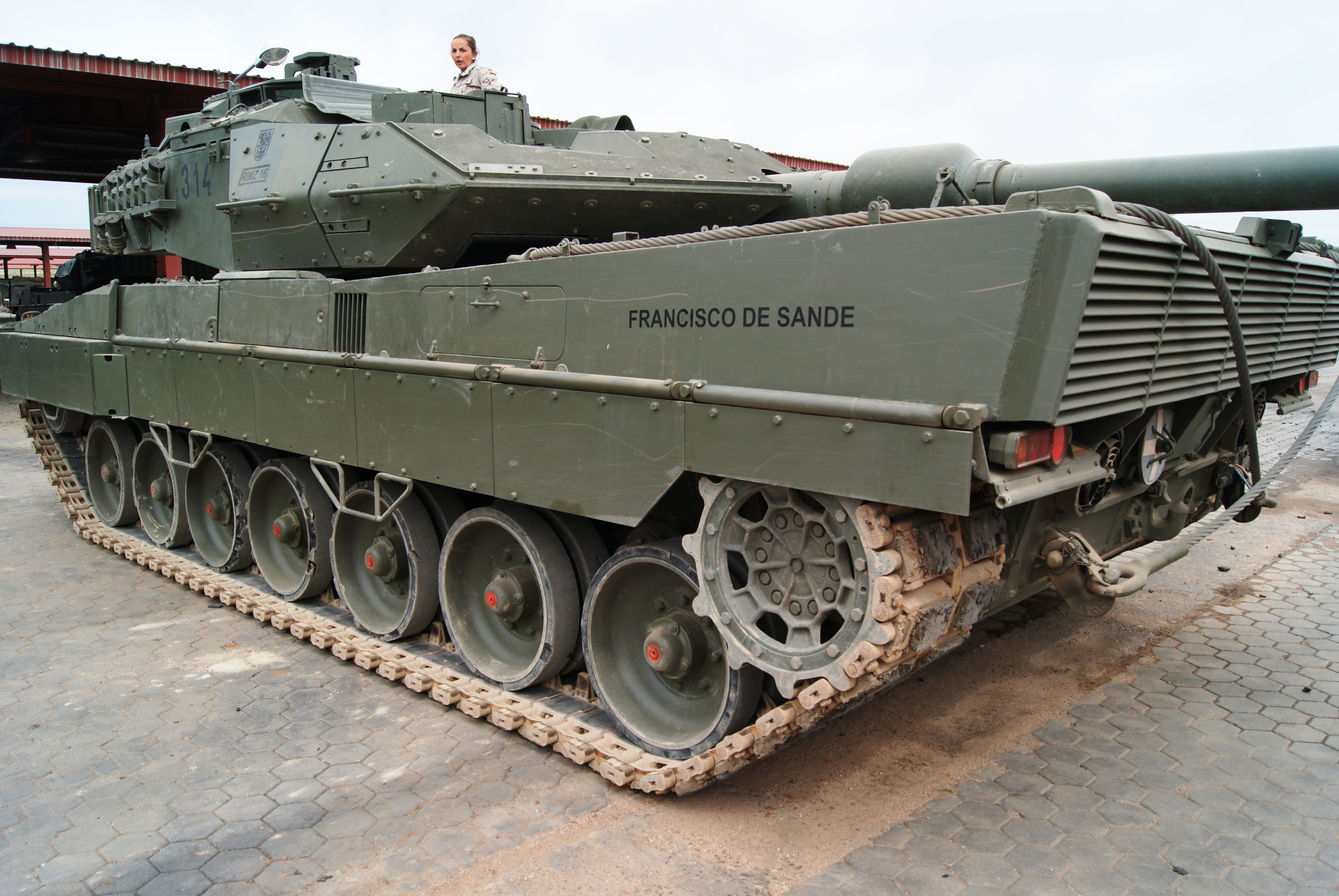
Carro «Francisco de Sande» vista 3/4 derecha y conductora en la torreta.
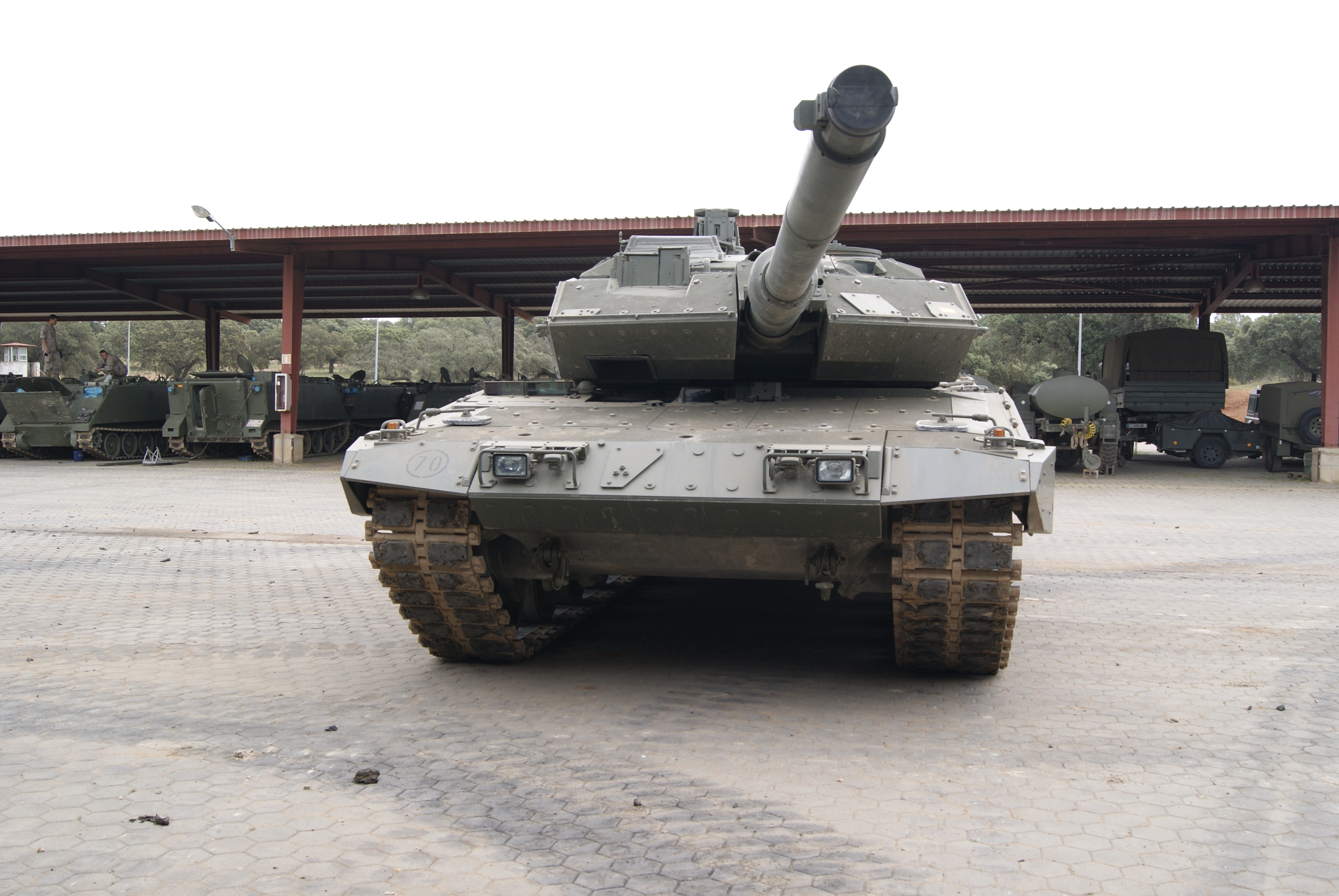
Vista frontal y cañón alineado con el carro.
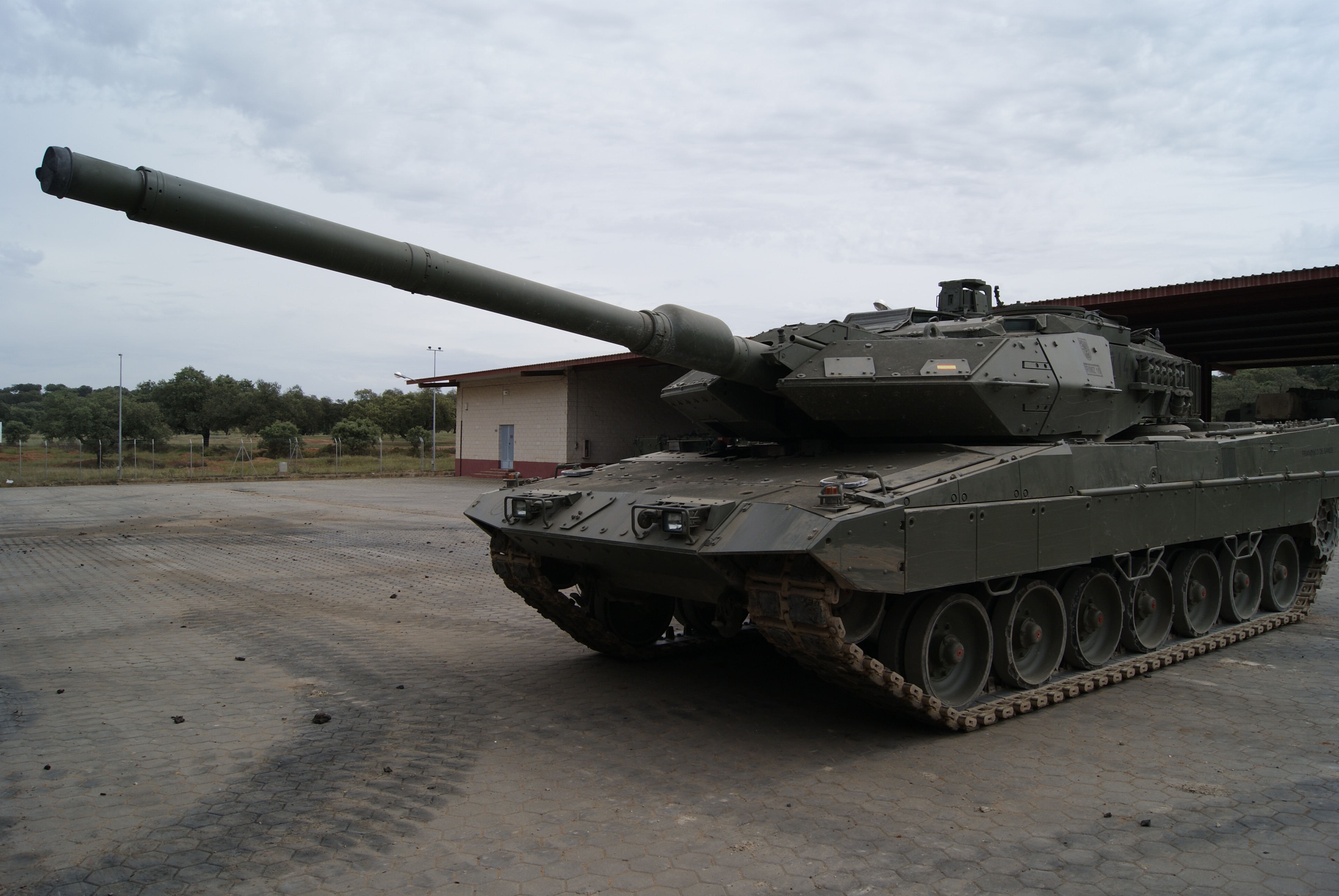
Vista lateral izquierda y cañón alineado con el carro.

### Vehículo de Exploración de Caballería
La versión VEC conserva la mayoría de los componentes mecánicos del BMR pero varía la forma de su casco y su distribución y acondicionamiento interno para adaptarlo a sus nuevas funciones. Como arma principal el VEC tiene un cañón automático M242 Bushmaster de 25 mm alimentado por un motor eléctrico, instalado en una torre Oto Melara TC-25 (fabricada bajo licencia en España por Santa Bárbara). La torre original de Oto Melara (TC-20) estaba diseñada para un cañón Rheinmetall Rh-202 de 20 mm y la integración de un nuevo cañón de mayor calibre fue muy problemática, dando lugar a que durante sus primeros años de servicio la mayoría de los VEC estuvieran sin torreta, salvo unos pocos a los que se les montó la propia TC-20 y otros en los que se instaló la torre con cañón de 90 mm de los AML-90 dados de baja.
Las características más importantes son:
- Tripulación: 5 hombres. (jefe de vehículo, conductor, tirador y dos exploradores)
- Transmisión: 6x6.
- Peso: 13 700 kg. y 17 000 kg. en orden de combate
- Dimensiones: Longitud: 6,1 m; altura: 2,51 m; anchura: 2,5 m.
- Relación potencia/peso: 19,5 CV/tm.
- Armamento: Un cañón automático Bushmaster M-242 de 25 mm., una ametralladora coaxial de 7,62 mm. y 6 lanzadores de botes fumígenos
- Velocidad máxima en carretera: 90 km/h.
- Autonomía máxima en carretera: 800 km.
- Pendiente superable: >60%.
- Paso de zanja: 1,5 m.
- Vadeo: anfibio.
- Paso de obstáculo vertical máximo: 60 cm.

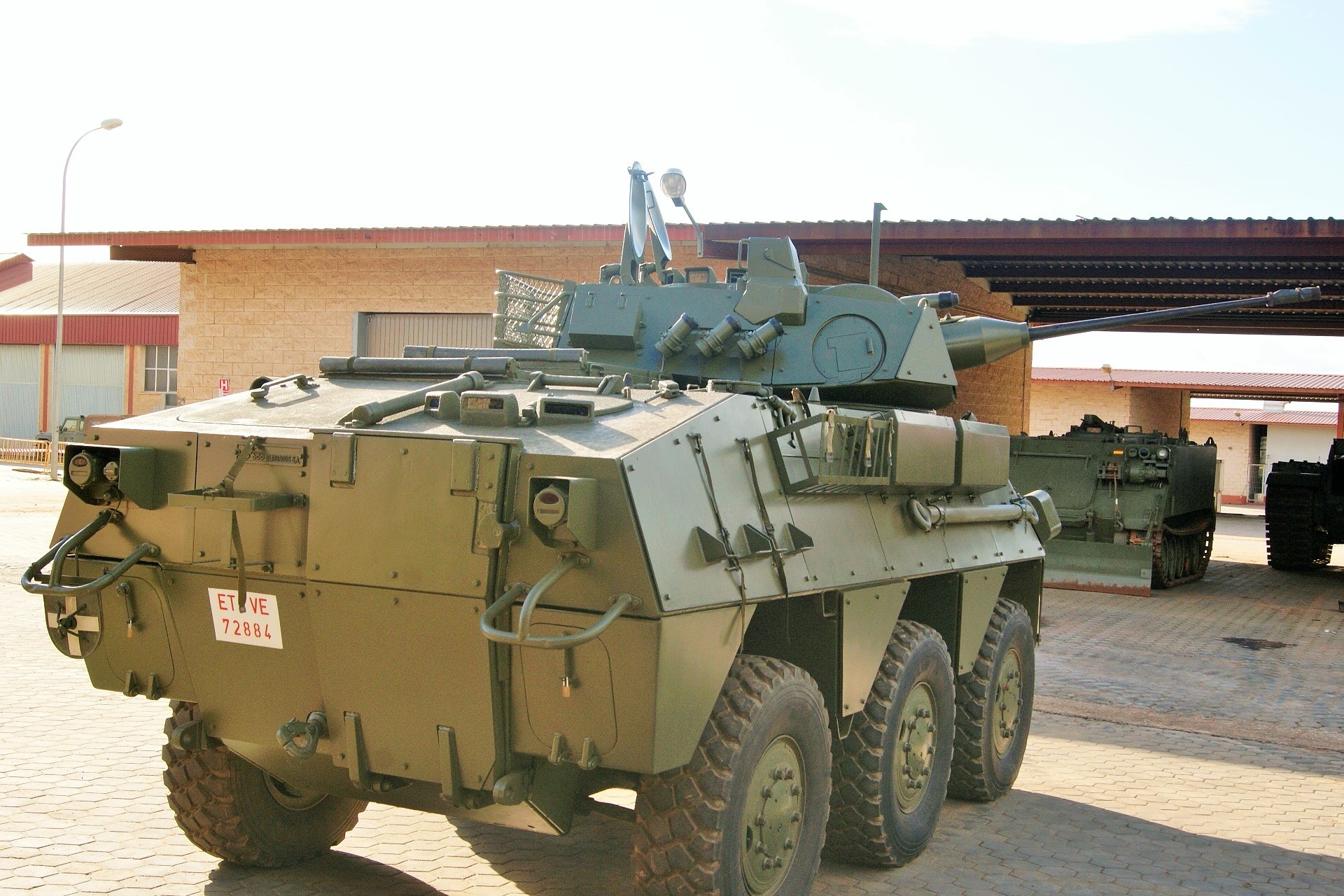
Vista lateral trasera.
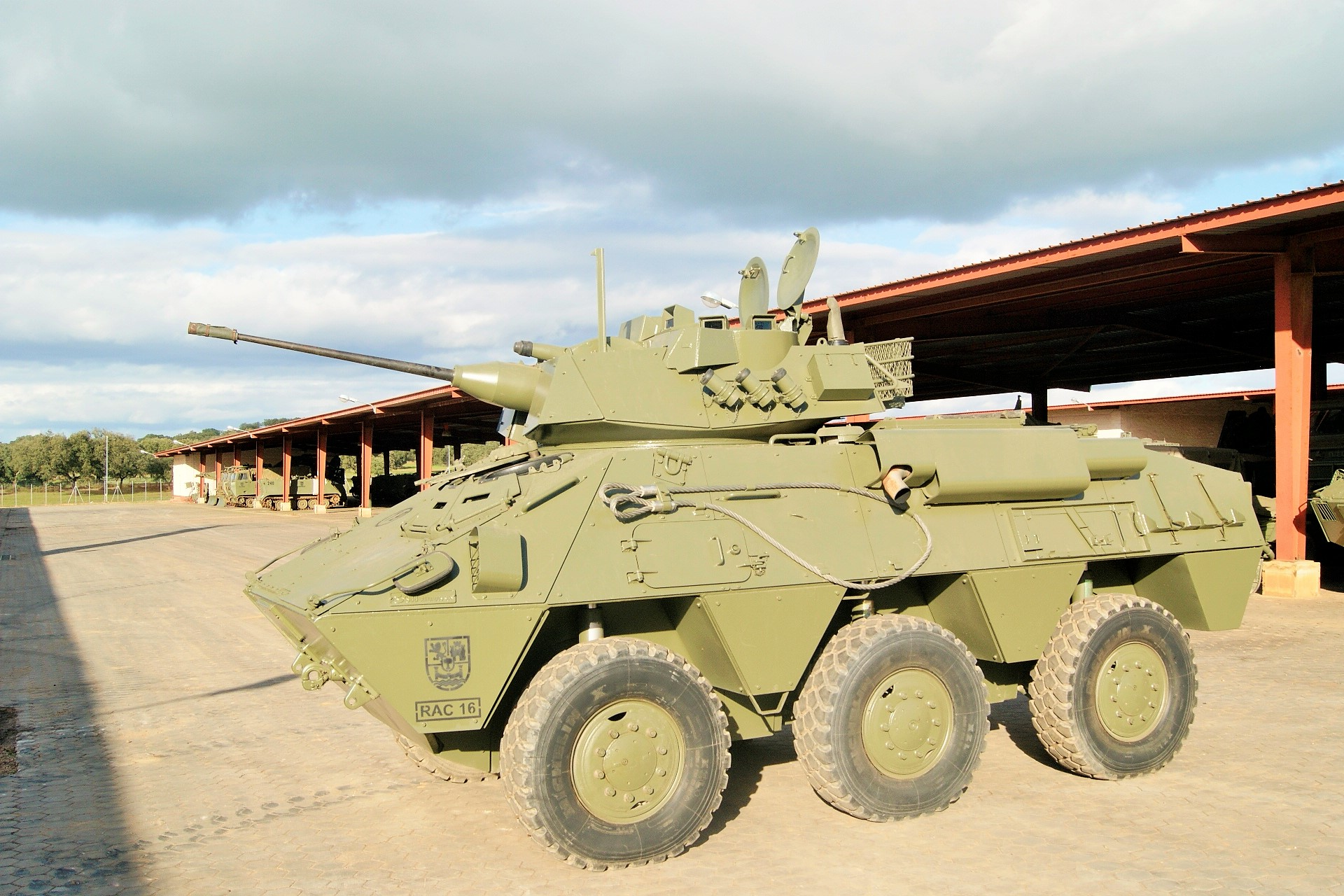
Vista lateral izquierda.
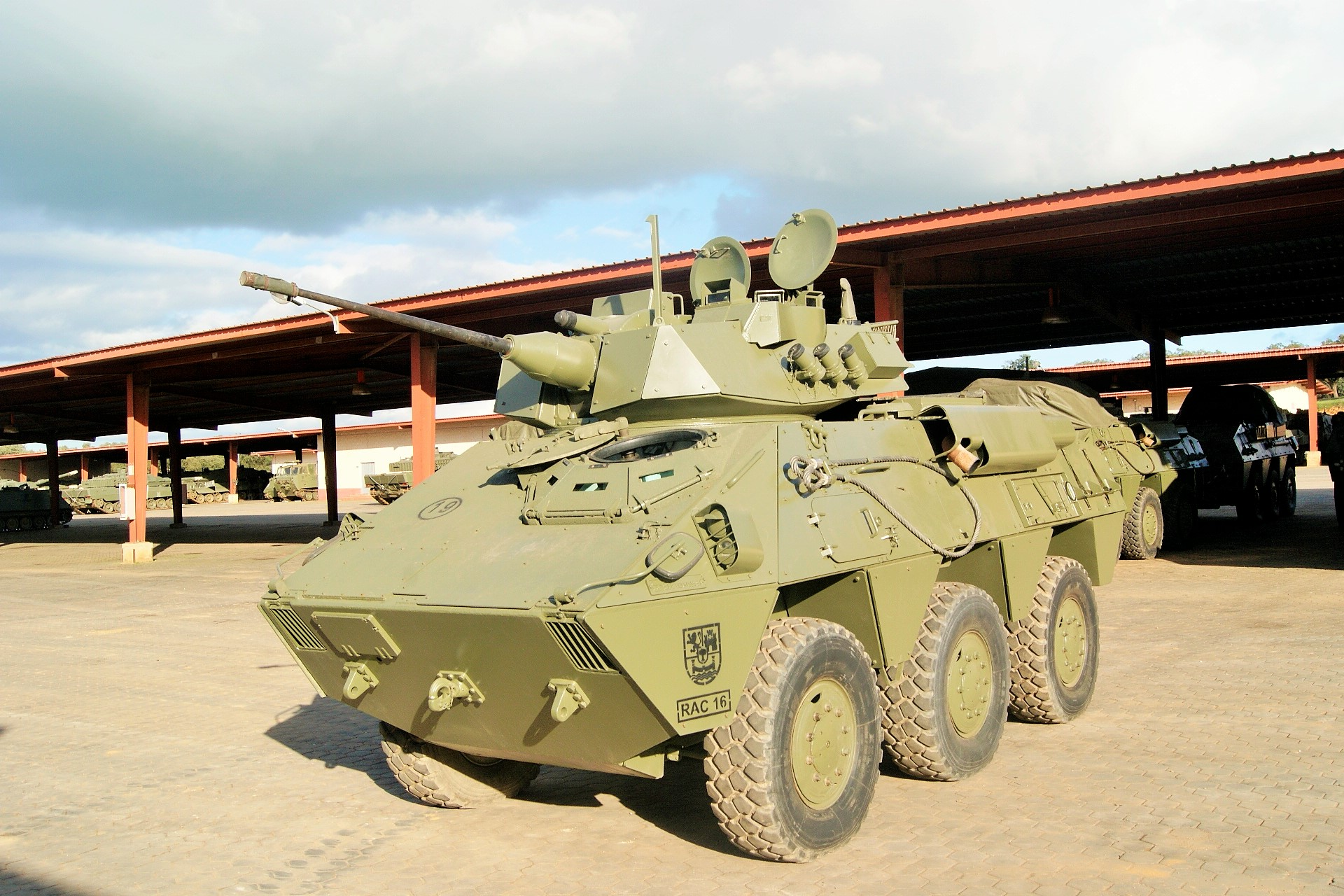
Vista frontal izquierda.
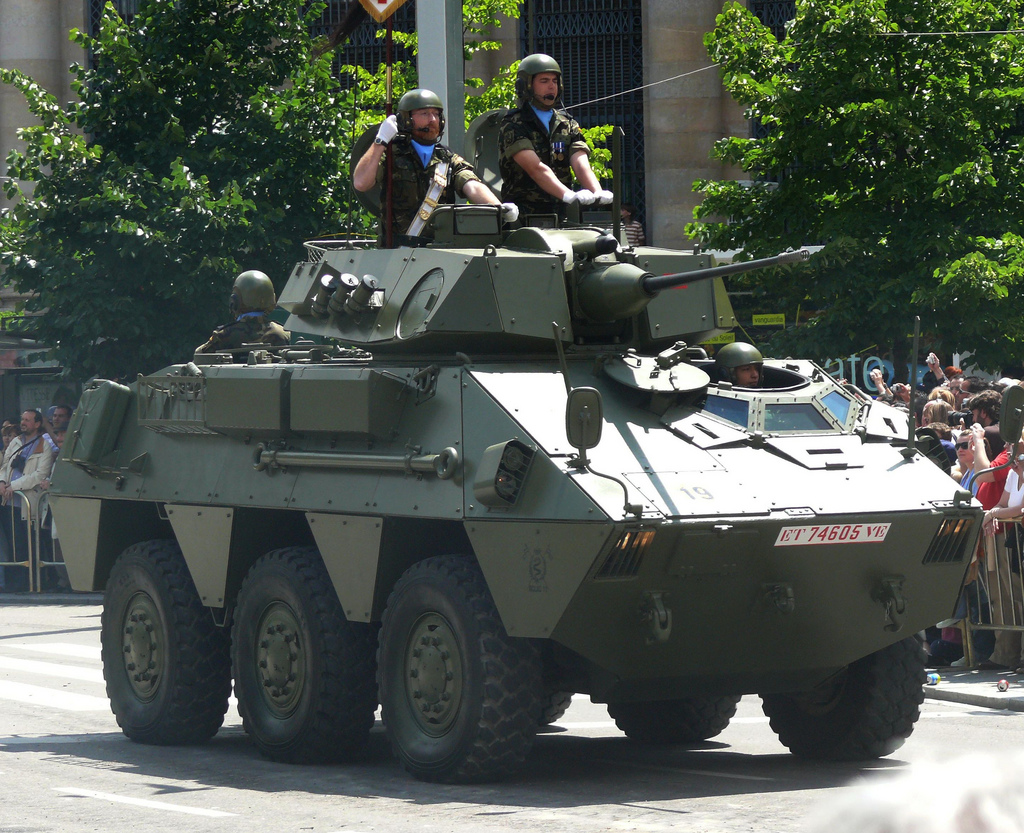
VEC en una parada militar.
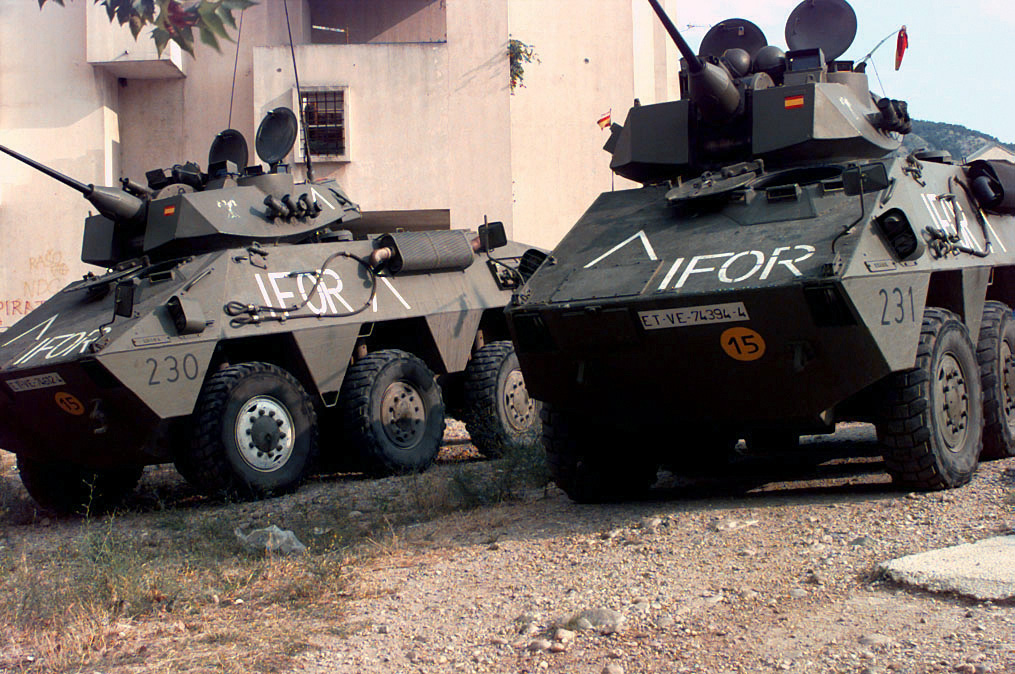
Par de VEC españoles en misión de paz con la IFOR.

## Misiones de paz
El «Regimiento Acorazado», como tal, no ha participado aún en ninguna «Misión de paz» dado el reciente cambio de denominación del regimiento.
Sin embargo, sí lo han hecho algunos de sus componentes, que provenían del antiguo Regimiento de Infantería Mecanizada Castilla n.º 16 y que en la actualidad pertenecen al «RAC Castilla n.º 16»,  en las siguientes misiones:
- Malí. En la operación EUTM MALI VII han participado 75 componentes del regimiento como compañía de protección con seis oficiales, 15 suboficiales y 54 militares. Aunque se fueron como pertenecientes al RIMZ en noviembre de 2015, volvieron como pertenecientes al «Regimiento Acorazado»  en mayo de 2016. Su misión fue la de instruir al ejército de Malí como parte de la misión de la UE de ayuda al ejército maliense para mejorar sus capacidades militares y así recuperar la integridad territorial del país por su propio ejército. Para ello se adiestraron ocho grupos tácticos de diferentes armas formadas por unos 3500 militares procedentes de todas las razas y etnias del país.[89]
- Irak. Participaron en la operación A/I III-IV  un oficial y un suboficial cuya misión fue la de instruir al ejército de iraquí como parte de los 307 militares españoles de la coalición internacional contra el yihadismo, integrada por 60 países y liderada por Estados Unidos para tratar de frenar el avance del grupo terrorista Daesh.[90]

## Jefes del regimiento desde su fundación
Cadena de mando del Regimiento, ininterrumpida desde su creación por Pedro de Alcántara Álvarez de Toledo y Salm-Salm, duque del Infantado y primer coronel del Regimiento:

### Desde su fundación hasta su denominación como Infantería Mecanizada
| 1793-Duque del Infantado              | 1795-Antonio Senra                | 1796-Antonio Correa                | 1802-José Panés                | 1808-Ignacio Martínez Vallejo     | 1808-Gaspar Francos                 | 1812-Francisco Hevia              | 1813-Francisco Bocelli             |
| 1815-Manuel Nava Campomanes           | 1820-José Marcos de Sáinz         | 1822-Pedro Antonio Barrena         | 1823-Narciso Pereda            | 1828-Francisco Sanjuanena         | 1835-Félix Carrera                  | 1836-Santos San Miguel y Valledor | 1837-Miguel Mir de González        |
| 1840-Miguel Mir de González           | 1844-Ramón Nouvilas Rafols        | 1849-Francisco de la Rocha y Dugi  | 1857-Antonio Navazo y Teresa   | 1859-Eduardo Aldanese Urquidi     | 1864-José Velarde                   | 1865-Melitón Andrés Rodríguez     | 1866-José Oliva                    |
| 1867-Ramón de la Torre Bordono        | 1868-José Cheriff y Monroy        | 1869-José Faura y Serra            | 1871-José Pierrat Iniesta      | 1872-Félix Aburruza Manzanares    | 1873-José Pierrat Iniesta           | 1874-Antonio Ciriza Sánchez       | 1876-Pascual de la Calle Iguibert  |
| 1878-Emilio Ferrer y Sarasa           | 1880-Leonardo Fernández Ruiz      | 1887-Manuel Ortega y Sánchez-Muñoz | 1889-José Márquez Torres       | 1890-Joaquín Gutiérrez Villuendas | 1893-Francisco Salinero Beliver     | 1894-Gabriel Gelabert Vallecilla  | 1896-Cándido Hernández de Velasco  |
| 1897-Domingo Recio Martínez           | 1907-Vicente Ambel Cárdenas       | 1912-José Martínez Pedréira        | 1914-Manuel Elías Prats        | 1916-Reynaldo Carrero Ventura     | 1918-Francisco Sosa Arbelo          | 1920-Luis Navarro A. de Celada    | 1923-Juan Urbano Palma             |
| 1925-Pedro Calderón Delgado           | 1926-Federico Hernández S-Caro    | 1931-Joaquín Guerra Zagala         | 1932-Adolfo Roca Lapuente      | 1933-José Cantero Ortega          | 1936-Eduardo Cañizares Navarro      | 1938-Luis Oliver Rubio            | 1939-Bartolomé Riera Ortega. T.Col |
| 1940-Bernabé Ortiz Esparraguera.T.Col | 1942-José Izquierdo Arroyo        | 1945-Ildefonso Medina Mogollón     | 1947-Leopoldo García Rodríguez | 1952- Ildefonso Medina Mogollón   | 1953-Juan Gutiérrez-Maturana Matheu | 1957-Luis Valero Col              | 1960-Cesáreo Justel Cadierno       |
| 1962-Enrique Gastesi Barreiro         | 1963-Enrique de Muslera González. |                                    |                                |                                   |                                     |                                   |                                    |

### Desde su denominación como Infantería Mecanizada hasta Regimiento  Acorazado
| 1966-Fidel Cátedra Román               | 1970-Gervasio Martín Cotano | 1972-Juan Camacho Collazo        | 1976-Leandro Blanco González | 1980-José Cruz Requejo                 | 1980-Pedro Vallespín González-Valdés | 1981-Carlos Torres Espiga    | 1984-Hermenegildo García Briones |
| 1985-Celestino Sanz Hurtado de Mendoza | 1987-Tomás Quecedo González | 1989-José Gallego del Pueyo      | 1991-Oliverio Celemín Peña   | 1993-Francisco M. García Almenta Dobón | 1995-Juan José Antolín Heriz         | 1997-José Manuel Mollá Ayuso | 1999-Alfonso Guillén Regodón     |
| 2001-Luis Martín Aragonés              | 2003-Alberto Asarta Cuevas  | 2005-Nicolás de Bari Millán Cruz | 2007-Santiago Cubas Roig     | 2009-Jerónimo de Gregorio y Monmeneu   | 2011-Pedro José Cabanach Villa       | 2013-José Rivas Moriana.     |                                  |

### Desde su denominación como Regimiento Acorazado
| 2015- Alfonso Mollá Lorente | 2017- César García del Castillo | 2019- Jesús Moreno del Valle |

Don Alfonso Mollá Lorente, tomó el mando con el grado de teniente coronel, pendiente de su ascenso a coronel, ascenso que se produjo el 26 de abril de 2016.

## Enseñas históricas
En el Museo del Ejército se guardan ocho banderas, seis con colores nacionales y dos blancas.
- «Bandera Coronela» y «Bandera del Batallón», de color blanco.
- Las que tienen los colores de la bandera nacional son las siguientes: Dos de 1845 entregadas en Pamplona, dos en sustitución de las anteriores entregadas en 1876 en Vitoria, dos, que a su vez sustituyen a las anteriores, entregadas en 1902 en Badajoz, otra en sustitución de la anterior entregada en 1941, depositada en el Museo del Ejército, otra sustituida en 1968 por un estandarte al pasar a ser «unidad mecanizada». En 1983 se cambió el estandarte, que se entregó al Ayuntamiento de Badajoz para su custodia, como consecuencia del cambio del Escudo Nacional.[95]

## Patronos
Desde la creación del regimiento hasta septiembre de 1829 fue patrón San Pedro de Alcántara. También se nombró patrona del regimiento a la Virgen del Carmen, ya que el día de su festividad, el 16 de julio, tuvo lugar la batalla de las Navas de Tolosa en el año 1212, en la que el rey Alfonso VIII junto a las tropas navarras de Sancho VII de Navarra y las aragonesas de Pedro II de Aragón se enfrentaron al ejército numéricamente superior del califa almohade Muhammad an-Nasir. El encuentro se saldó con una importante victoria del bando cristiano y fue un punto álgido de la Reconquista, pues supuso el principio del fin de la presencia musulmana en la península ibérica. Más adelante, en el año 1892, se declaró «Patrona única del Arma de Infantería» a la  Inmaculada Concepción, mediante una Real Orden de 12 de noviembre con Decreto Oficial 248 (D. O. 248), que sigue en la actualidad como única patrona.
|                                                                         |
| La aparición de Juan Capistrano a Pedro de Alcántara, de Luca Giordano. |

|                                               |
| Batalla de Las Navas de Tolosa, de Van Halen. |

|                                         |
| Virgen del Carmen en Liétor (Albacete). |

|                                          |
| La Inmaculada del Escorial, por Murillo. |

## Aniversarios de la fundación del regimiento
Todos los años se celebra el correspondiente aniversario de la fundación del Regimiento, que en principio se llamó «Voluntarios de Castilla», por el Duque del Infantado el 3 de abril de 1793. Las imágenes corresponden a mayo de 2016. 

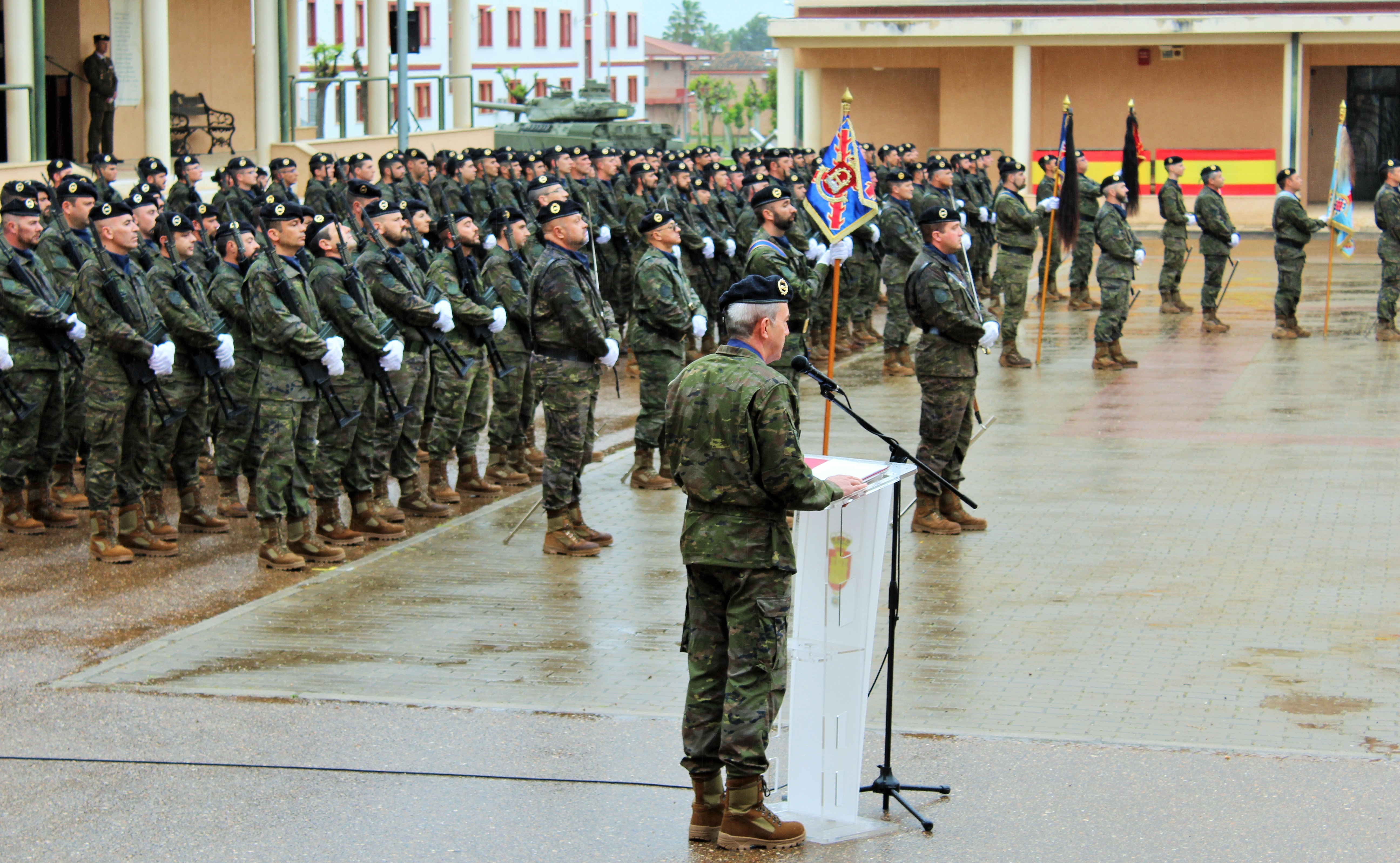
Alocución del Coronel Mollá a los militares y civiles aistentes.
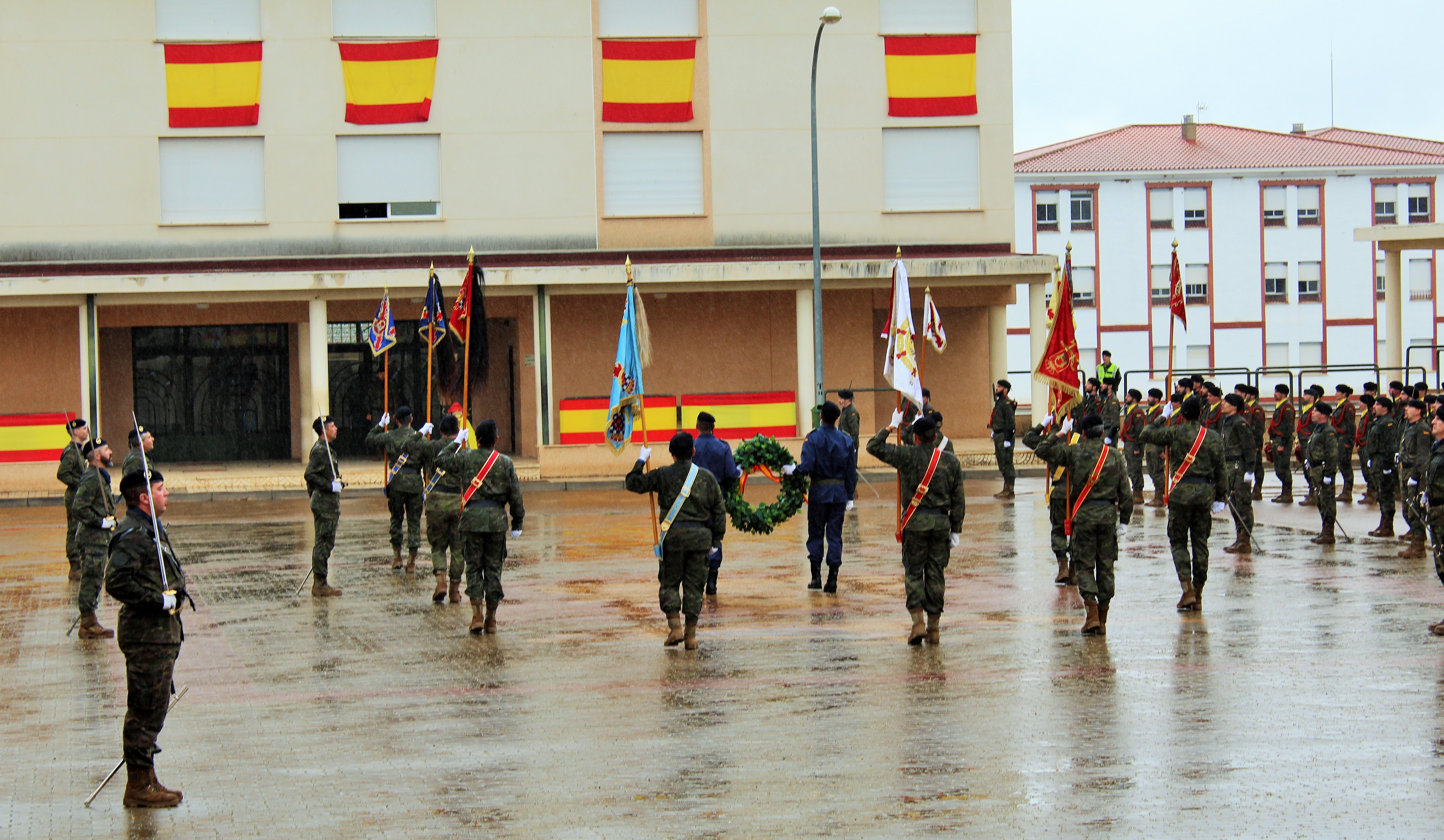
Entrega de corona de laurel en honor a los caídos.
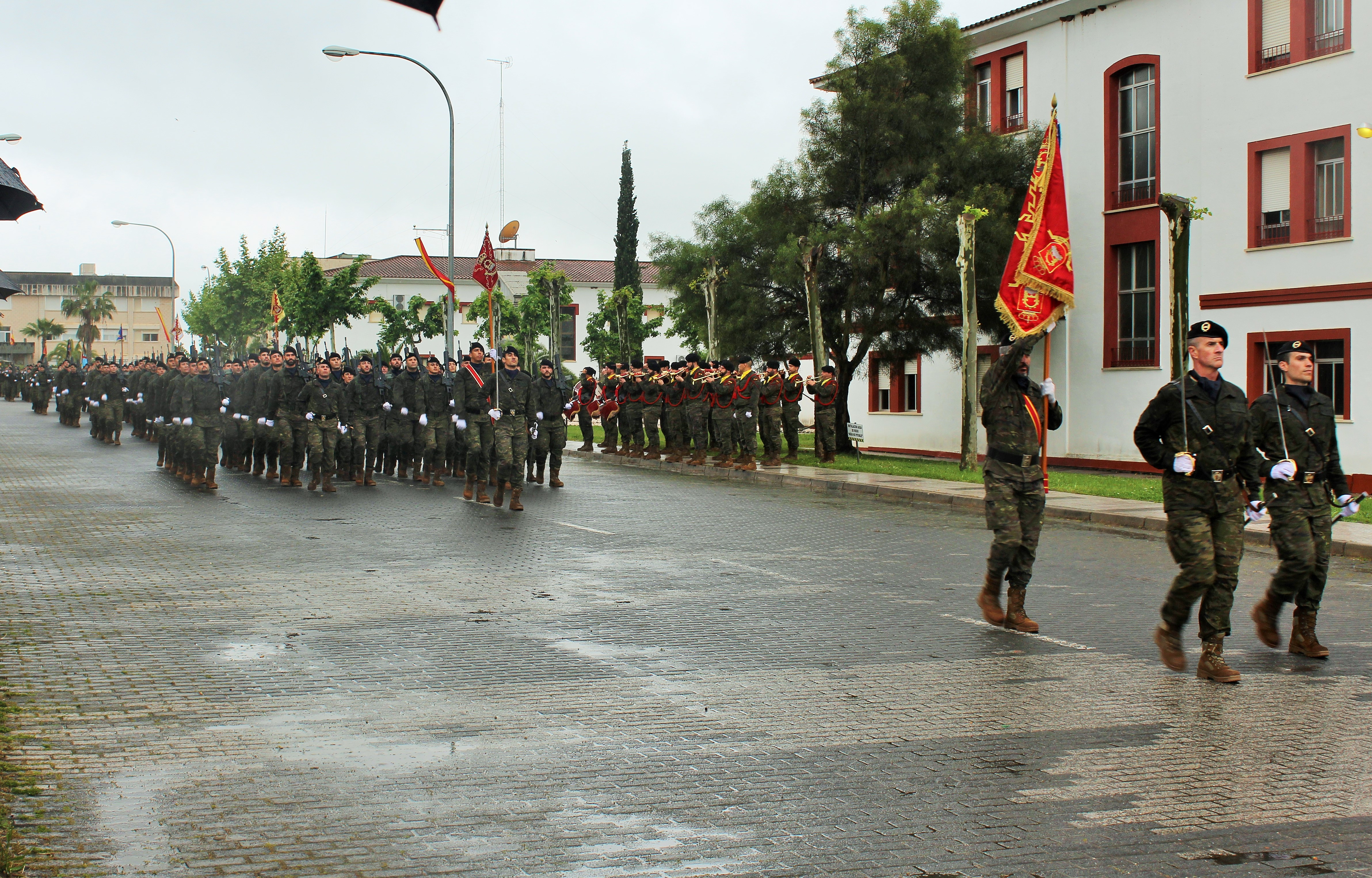
Desfile de fuerzas del Regimiento Acorazado Castilla n.º 16.
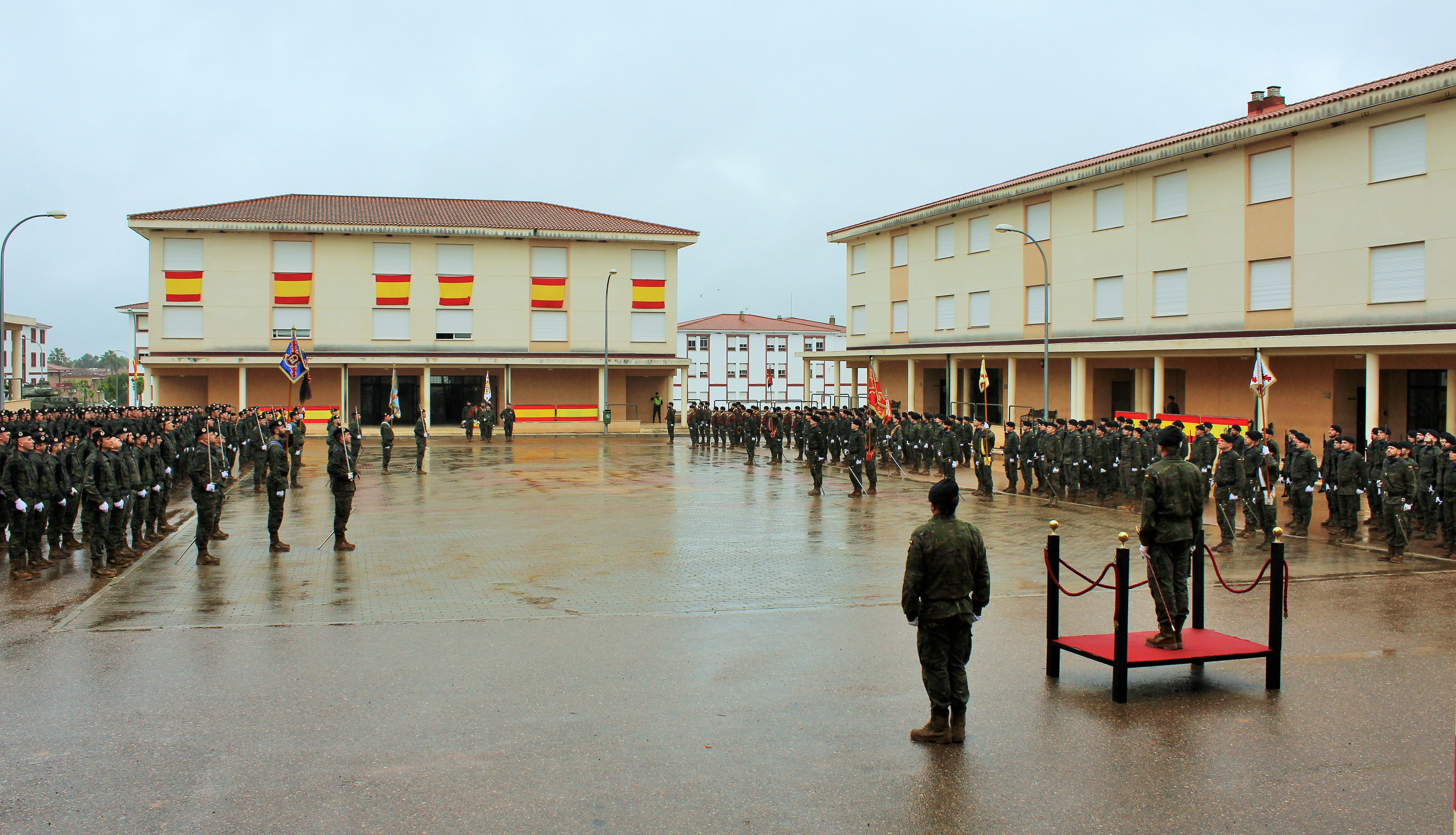
Formación de fuerzas del regimiento en el patio de maniobras.
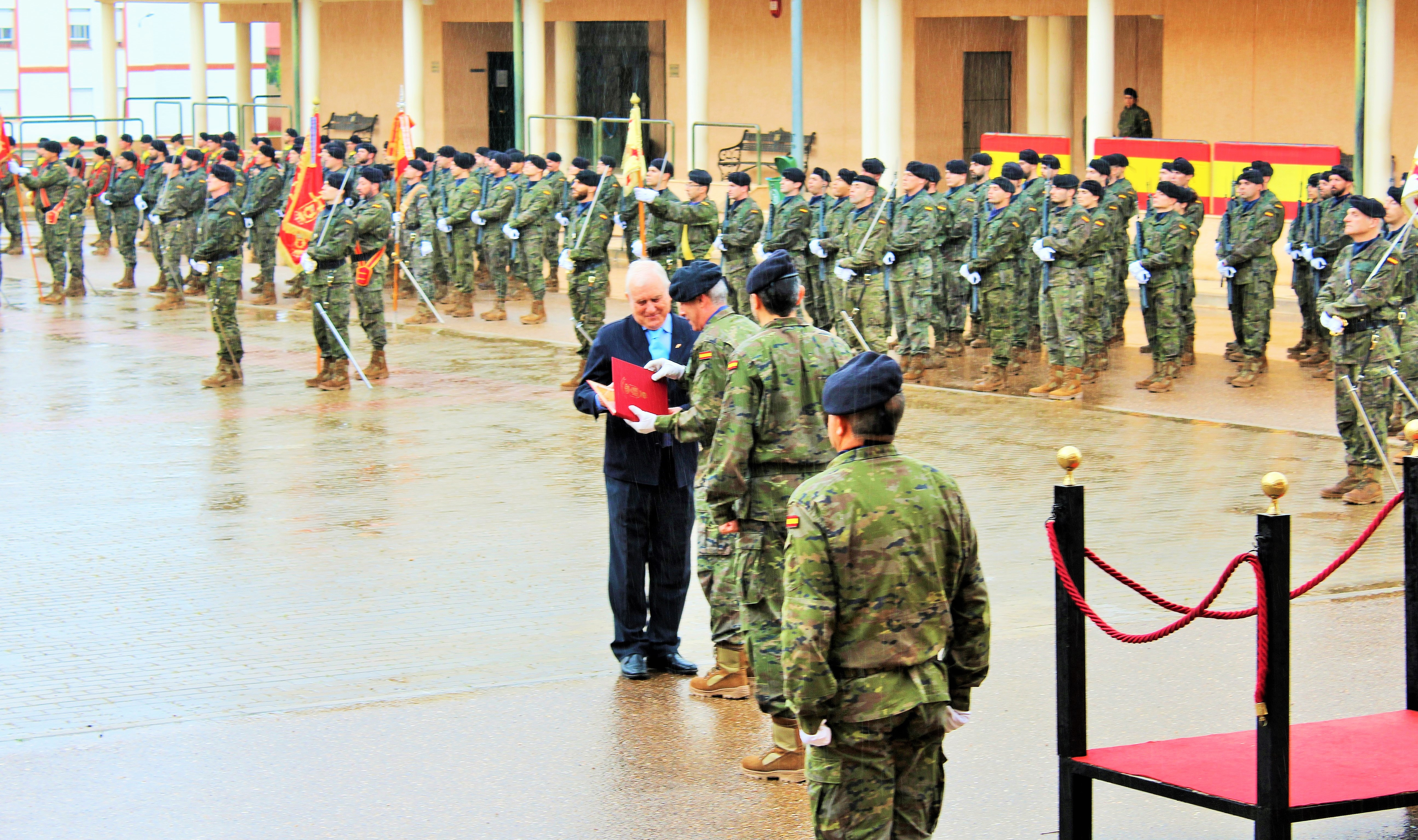
Entrega de distinción a un wikipedista.

## Himno del regimiento
El himno del regimiento fue compuesto en 1924 por el músico mayor Bonifacio Gil García (1898-1964). La partitura original se conserva en el museo del Regimiento de Infantería Mecanizada Castilla n.º 16, que se denominó posteriormente «Regimiento Acorazado Castilla n.º16», en Bótoa (Badajoz). Bonifacio Gil empezó su vida militar de tambor en el «Regimiento La Lealtad» en Burgos, pasó al «Regimiento Zamora» en Ferrol como músico de primera, sacó las oposiciones a Director de Bandas Militares con el número uno y llegó a alcanzar el grado de «Comandante Director de Música». Estuvo destinado en el regimiento desde 1924 hasta 1947. En esa época se dedicó a recopilar el folclore extremeño y la Diputación de Badajoz editó su obra titulada Cancionero popular de Extremadura en dos volúmenes. También fue director del Conservatorio de Música de Badajoz. La letra la compuso el capitán José Castillo. Dicho himno es el siguiente:
| Soldado soy del Castilla del 16 Regimiento he de mostrarme contento y de sentir alegría           | Feliz la de ser Soldado en Patria de libertades libertades conquistadas con la sangra derramada al calor de un ¡Viva España! | Atacar, atacar atacar con valor saber vencer o morir                  |
| Por honor y por hombría el Soldado Español ha de conservar su historia más que su vida, su gloria | El lema que es nuestro honor ser siempre fiel yo prometo gritando con energía saber vencer o morir CASTILLA fue siempre así  | Letra del Capitán José Castillo Música del Músico mayor Bonifacio Gil |